# Període de les autonomies provincials
El període de la història de l'Argentina conegut com el Període de les autonomies provincials, o Període de les guerres civils, transcorregut entre la dissolució del govern central després de la batalla de Cepeda (1820) i l'organització d'un nou govern nacional després de la batalla de Caseros (1852), té característiques pròpies, ben diferenciades del període immediatament anterior, la Independència de l'Argentina, i del període que li va succeir, l'Organització Nacional.
Durant el mateix, les Províncies Unides del Riu de la Plata (després anomenades Confederació Argentina i actualment República Argentina) van mancar d'un govern nacional i d'una constitució, excepte per un breu període, durant el qual va existir un efímer govern central i una constitució que no van ser acceptats per totes les províncies. A la pràctica, però no formalment, les províncies es van autogovernar com a estats independents, i les relacions entre elles van estar regulades per una sèrie de tractats, mentre les relacions exteriors van ser delegades en forma gairebé permanent al governador de Buenos Aires.
La imatge més generalitzada d'aquest període és la d'una sèrie gairebé contínua d'enfrontaments; encara que va haver guerres civils a l'Argentina des d'abans de l'inici del mateix i fins molt després de finalitzat, la guerra efectivament va sacsejar al territori nacional durant gairebé tots els anys entre 1820 i 1852. Per aquesta raó diversos historiadors es refereixen a aquest període com el «període de les guerres civils».
El període s'inicia amb una accentuada crisi política, coneguda com l'Anarquia de l'Any XX, i conclou en finalitzar el perllongat govern de Juan Manuel de Rosas, que (si bé es negava activament a sancionar una constitució i a formar un govern central) va evitar la possible disgregació del país en nombrosos estats independents i va reforçar la consciència de la població de formar part d'una sola nació.

## Antecedents

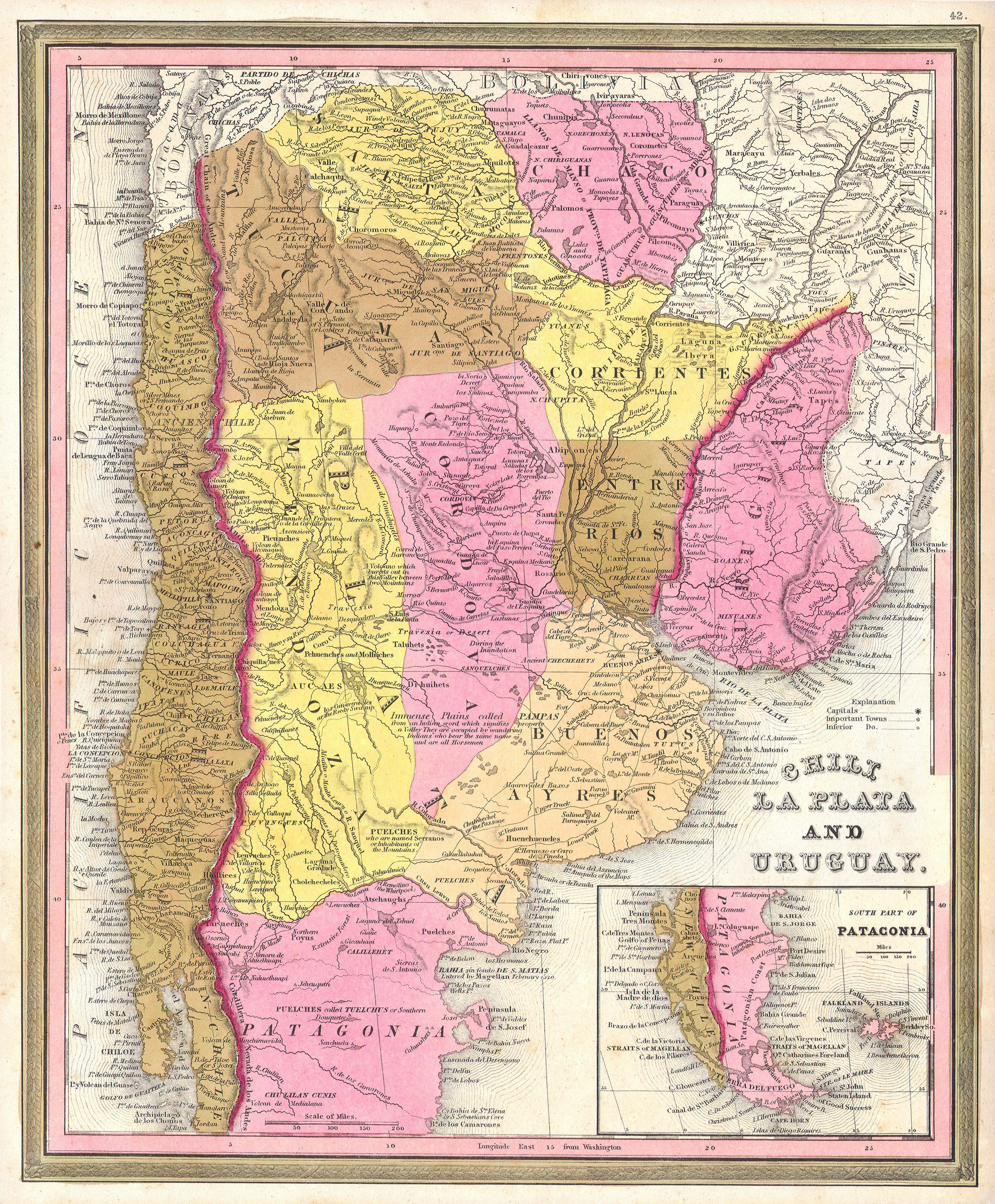
El Con Sud, en un mapa publicat en 1846. Els límits entre les províncies argentines corresponen a abans de 1820

El Virregnat del Riu de la Plata es va independitzar de l'Imperi espanyol a partir de la Revolució de Maig de 1810, encara que no tot el territori es va incorporar a les anomenades Províncies Unides del Riu de la Plata. Una perllongada guerra contra l'antiga metròpoli li va permetre sostenir aquesta independència, que va ser formalment declarada el 1816.
Des de l'any 1814 es van produir enfrontaments entre les tendències centralistes de la capital, Buenos Aires, i les tendències centrífugues de diverses províncies. El Partit Federal va sostenir una llarga guerra civil contra el govern central.
L'abril del 1819 es va signar un armistici entre el Directori i les províncies federals. Ja feia uns quants anys que el govern central no controlava la Província Oriental ni les províncies de Corrientes, Entre Ríos i Santa Fe, en mans totes del Partit Federal. Sense participació d'aquestes províncies el Congrés Nacional va sancionar una constitució d'orientació unitària i va nomenar director suprem de les Províncies Unides a José Rondeau. Però a fins d'aquest any es va reprendre la guerra entre Artigas i el Directori, i va esclatar una revolució en la intendència de San Miguel de Tucumán (que incloïa Tucumán, Santiago del Estero i Catamarca) que la va separar de l'obediència al Directori.
Rondeau va ordenar a tots els exèrcits nacionals retrocedir cap a Buenos Aires; l'Exèrcit dels Andes, instal·lat a Xile, preparava l'expedició al Virregnat del Perú, i el seu cap, el general José de San Martín, va decidir desobeir i continuar amb els seus plans alliberadors. Per la seva banda, l'Exèrcit del Nord estava estacionat a Córdoba, vigilant els federals; el general Francisco Fernández de la Cruz el va conduir cap al sud. Però després d'una revolta a finals de gener de 1820, aquest exèrcit va tornar a Córdoba amb la idea de retornar cap al front contra els reialistes de l'Alt Perú; no obstant això, es dispersaria entre les províncies de l'interior i no tornaria a participar en la guerra de la independència. També en aquest mes es va revoltar una resta de l'Exèrcit dels Andes, acantonat a San Juan, rebutjant l'autoritat nacional.
Els federals, comandats per Estanislao López i Francisco Ramírez, governadors de Santa Fe i Entre Ríos respectivament, van envair el territori de Buenos Aires, amb la intenció d'obligar al govern nacional a repel·lir la Invasió lusobrasilera de la Banda Oriental. Al capdavant del seu petit exèrcit porteny, Rondeu va ser derrotat el 1r de febrer de 1820 a la batalla de Cepeda. Els dos governadors van marxar sobre Buenos Aires, exigint el cessament del govern nacional. El dia 11 de febrer, Rondeau va presentar la seva renúncia, i el Congrés va quedar dissolt.
Pocs dies abans, els federals de la Província Oriental van ser derrotats en la batalla de Tacuarembó, amb la qual cosa tot aquest territori va quedar en mans de Portugal. Per això, quan el 23 de febrer López i Ramírez van signar el Tractat del Pilar amb el nou governador de Buenos Aires, Manuel de Sarratea, no van exigir continuar la guerra contra Portugal; per contra, es van limitar a proclamar el federalisme, l'autonomia de les seves províncies, i la propera reunió d'un nou congrés.

## L'anarquia
Des de llavors, cada província es va governar per si mateixa. Els federals havien aconseguit evitar la subjugació per part del govern central, però al preu de destruir tota forma centralitzada d'organització nacional.

### A Buenos Aires

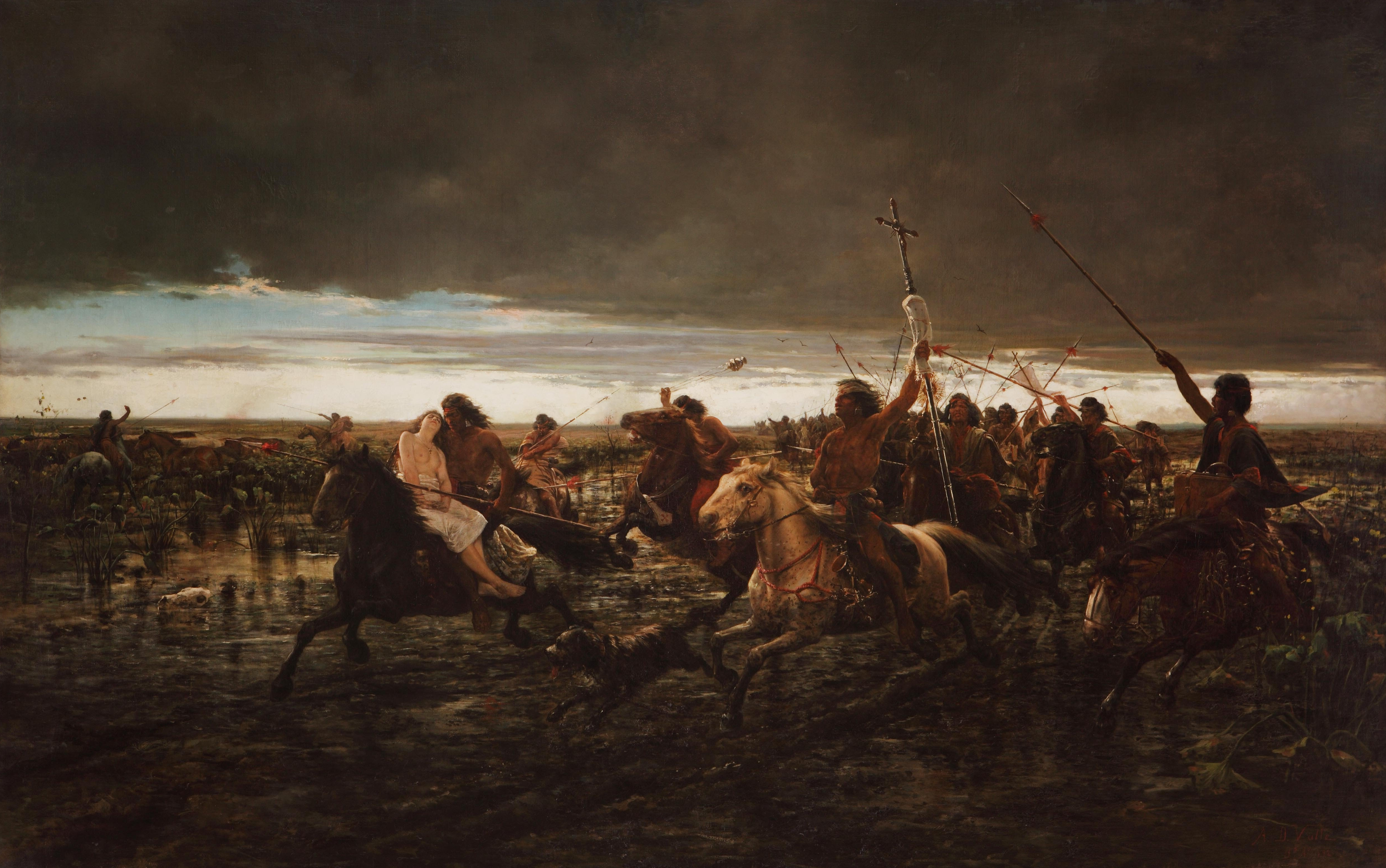
La tornada del malón (1892), per Ángel Della Valle

Faltant el govern nacional, Buenos Aires es va veure sotmesa a un període d'accentuada inestabilitat política; el Cabildo va tornar a assumir la seva autoritat i va crear una legislatura provincial, coneguda com a Sala de Representants, que va ser la que va nomenar governador a Sarratea. Amb aquest pas, Buenos Aires i el seu territori propi va passar a constituir una nova província, igual que les altres, però la Sala va entrar repetidament en conflicte amb el Cabildo, mentre diversos caps militars (Miguel Estanislao Soler, Juan Ramón Balcarce, Manuel Pagola, Manuel Dorrego) van fer torns per ocupar el govern provincial.
Ramírez i López van tornar a les seves províncies; però l'incompliment de part del govern porteny del Tractat del Pilar va incitar a López a tornar a envair Buenos Aires. En la batalla de la Cañada de la Cruz, del 28 de juny, va derrotar el governador Soler, que va ser reemplaçat per Dorrego. Aquest va marxar a la recerca de López, va ocupar sagnantment San Nicolás de los Arroyos i va envair Santa Fe; va ser completament derrotat per López en la batalla de Gamonal, del 2 de setembre.
A Buenos Aires, la Sala de Representants va escollir governador a Martín Rodríguez el 26 de setembre. El 1r d'octubre, el coronel Pagola va ocupar el Fort de Buenos Aires, però va ser derrotat el dia 4 pel regiment dels Colorados del Monte, comandat per Juan Manuel de Rosas. Rodríguez va conservar el govern i els Colorados del Monte van ser batejats amb el nom de «restauradors de les lleis», títol que poc després va quedar identificat amb el coronel Rosas.
El general xilè José Miguel Carrera havia col·laborat en la campanya d'Estanislao López, del qual es va separar a l'agost, aliant-se amb diversos cacics ranquels, als que va demanar ajuda per tornar al seu país per deposar O'Higgins. Va aconseguir reunir més de 1.000 indis de llança, al capdavant dels quals va saquejar el poble de Salto.
El governador Rodríguez va respondre atacant indiscriminadament als primers indígenes que va trobar, causant una matança entre tribus innocents i pacífiques. El resultat va ser la unió de diverses parcialitats indígenes en una sèrie de malons contra les poblacions «blanques», entre les quals el poble de Dolores, fundat el 1817, va ser completament destruït.

### Al Litoral
Ramírez va tornar a Entre Ríos, on José Artigas, el seu antic cap, va voler sotmetre a la seva autoritat. El resultat va ser una guerra entre tots dos: en una ràpida successió de victòries, Ramírez va aconseguir finalment derrotar el fundador del federalisme rioplatenc, qui es va exiliar al Paraguai. A continuació, el vencedor va fundar la República d'Entre Ríos (un estat federal autònom amb el nom de República) que incloïa la seva província, més l'actual Corrientes i part de la de Misiones.
De retorn de la seva expedició al sud, el 24 de novembre Rodríguez va signar amb Estanislao López el Tractat de Benegas, en el qual es va acordar la reunió d'un Congrés Federal a Córdoba, i el lliurament de 25.000 caps de bestiar dels estanciers portenys a Santa Fe, en concepte d'indemnització.
Ramírez es va considerar deixat de banda i va decidir atacar simultàniament als tres participants del Tractat de Benegas: Buenos Aires, Córdoba i Santa Fe, i al capdavant de 2.000 homes va envair la primera d'aquestes províncies a principis de maig.
Després d'una primera victòria, Ramírez va ordenar al seu segon, el coronel porteny Lucio Norberto Mansilla, atacar Santa Fe; però aquest va desobeir l'ordre per no combatre contra la seva província. La flota portenya va bloquejar el port de Paraná, amb el que Ramírez va quedar aïllat i, després d'una segona batalla, al capdavant de 400 homes, el 26 de maig, López el va derrotar i el va obligar a fugir cap a l'oest.
Després d'una breu campanya junts, Ramírez i Carrera es van separar; Ramírez es va retirar cap al nord, buscant tornar a la seva província pel Chaco, però va ser atrapat, derrotat i mort el 10 de juliol al nord de Córdoba. El cap de Ramírez va ser portat a López, que la va fer embalsamar i la va exhibir dins d'una gàbia.
En saber-se la notícia de la mort de Ramírez, el seu mig germà Ricardo López Jordán es va fer escollit cap suprem de la República d'Entre Ríos; però va ser enderrocat per Mansilla el 23 de setembre, que es va fer escollit governador d'Entre Ríos. La República va ser fraccionada i donada per desapareguda; hi va haver alguns intents de reacció de López Jordán, però Mansilla va poder conservar el seu govern i el seu període va transcórrer relativament en pau, aplanant en tot a la iniciativa política del govern porteny.
Per la seva banda, la província de Corrientes va recuperar la seva autonomia. Després d'alguns incidents menors, Pedro Ferré va iniciar un llarg govern al desembre de 1824, durant el qual la província coneixeria la pau i un moderat creixement econòmic.

### A Córdoba i Cuyo
Després del motí d'Arequito, el general Juan Bautista Bustos va tornar amb l'Exèrcit del Nord a Córdoba, on algunes setmanes després va ser elegit governador de la província de Córdoba, que abandonava així el seu anterior estatus d'intendència. Necessitat de l'Exèrcit per sostenir-se en el govern i defensar-se de la invasió de Carrera i Ramírez, finalment Bustos no va tornar al front contra els reialistes.
La revolució iniciada a intendència de Cuyo per Mariano Mendizábal va determinar una sèrie d'enfrontaments, de resulta de la qual es van formar les províncies autònomes de Mendoza, San Juan i San Luis. Després d'un període d'anarquia, els governadors Tomás Godoy Cruz (de Mendoza) i José Santos Ortiz (de San Luis) van portar una relativa estabilitat a les seves províncies.
Les províncies cuyanes van ser atacades el 1821 pel general Carrera, que va ocupar durant diverses setmanes la ciutat de San Luis. Des d'allà va avançar cap a Mendoza, però va ser derrotat i afusellat en aquesta ciutat el 4 de setembre de a 1821.
La província de La Rioja va declarar la seva autonomia sota el govern del general Francisco Ortiz d'Ocampo. Una sèrie d'enfrontaments menors van portar a la supremacia al comandant de Los Llanos, Facundo Quiroga, que va fer nomenar governador a Nicolás Dávila. Tots dos es van enfrontar a principis de 1823, resultant vencedor Quiroga, que va ser nomenat governador. Ocuparia aquest lloc tot just quatre mesos, però seria cabdill polític i comandant d'armes de la província durant la següent dècada.

### Al nord

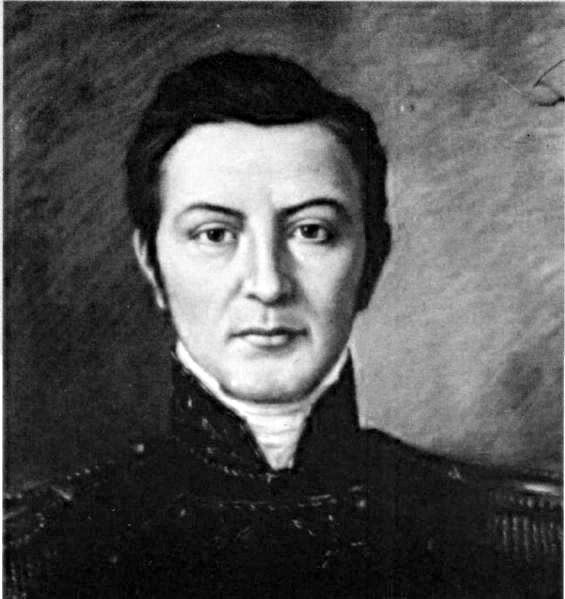
Bernabé Aráoz

El governador sorgit de la revolució tucumana de 1819, Bernabé Aráoz, va declarar a mitjans de l'any següent la República de Tucumán, sancionant una constitució provincial. No obstant això, la mateixa no va incloure a Santiago del Estero, que el 31 de març s'havia declarat independent de la mateixa i havia nomenat governador a Juan Felipe Ibarra, que la governaria durant tres dècades. Aráoz va intentar recuperar el territori per la força al febrer de 1821, però va acabar en un fracàs.
A Salta, la contínua resistència del governador i cabdill Martín Miguel de Güemes (la guerra gautxa) havia estat crucial per mantenir la independència, però havia costat molt cara en diners, baixes i desordre social. Davant l'inici de la campanya de San Martín al Perú, Güemes va planejar envair l'Alt Perú amb els seus exèrcits de gautxos i l'Exèrcit del Nord; aquest s'havia disgregat, però una part del mateix estava a Santiago del Estero, al comandament d'Alejandro Heredia, desitjós de tornar al front. Però gran part de les armes disponibles estaven en mans d'Aráoz, que es va negar a lliurar-les.
A principis de 1821, Güemes i Ibarra van envair Tucumán per obligar Aráoz a unir-se a la projectada campanya a l'Alt Perú, però van ser derrotats el 3 d'abril de 1821.
En absència de Güemes, una revolució de les classes altes de Salta el va deposar, però n'hi va haver prou el seu retorn per recuperar el poder. No obstant això, els rebels havien demanat auxili als caps reialistes de l'Alt Perú; el general Pedro Antonio Olañeta va respondre amb una invasió a Salta, de la qual va resultar la mort de Güemes. Encara sense el seu cap, les milícies saltenyes van assetjar als reialistes a Salta i el 15 de juliol van aconseguir expulsar-los definitivament. Sota el govern de José Ignacio de Gorriti, Salta tornar a gaudir de pau interna i rebutjaria l'any següent l'última invasió reialista, que no va aconseguir arribar fins a Jujuy.
La victòria d'Aráoz va ser efímera. Al febrer, un cabildo obert declarava l'autonomia de la província de Catamarca, primerament sota el govern de Nicolás Avellaneda y Tula, i des d'octubre, sota el d'Eusebio Ruzo.
L'agost de 1821 Aráoz va ser deposat per Abraham González, que va abandonar el nom de República i va jurar com a governador de la província de Tucumán. Aquest acte va iniciar una interminable sèrie de revolucions i contrarevolucions, durant les quals van fer torns en el govern Aráoz, el seu cosí Diego Aráoz i Javier López, entre diversos altres. Bernabé Aráoz va aconseguir recuperar el govern i mantenir una pau inestable entre octubre de 1822 i agost de 1823, quan va ser enderrocat per Javier López, que el va derrotar definitivament uns dies més tard i el va obligar a exiliar-se a Salta. Al març de l'any següent seria extradit a la seva província i afusellat.

## Continuïtat de la guerra de la Independència
L'anarquia en què es debatien les Províncies Unides hagués estat una oportunitat única per a la projectada expedició espanyola que havia de partir cap al Riu de la Plata (amb molt retard) a principis del 1820. Però la revolta d'aquestes tropes el gener de 1820 va donar inici a Espanya al Trienni Liberal, els governs es van mostrar poc actius en la seva intenció de restaurar l'imperi colonial espanyol. D'altra banda, les autoritats colonials es van veure molt afeblides pels enfrontaments entre liberals i absolutistes, el que va portar en alguns casos a insurreccions que van instaurar règims independents. El cas més conegut va ser la Independència de Mèxic, consumada pel general reialista Agustín de Iturbide.
Quan a finals del 1823 es va produir la segona restauració absolutista a Espanya, ja era massa tard per a nous esforços reconqueridors. Fins i tot si el rei ho hagués intentat, no hagués trobat un port segur on desembarcar les seves tropes.
Tot l'esforç de la guerra estava en mans dels exèrcits en campanya, sustentats pel govern de la província de Salta (en el cas del front nord) o en el de la República de Xile, pel que fa a la campanya del Perú. Cap aportació va arribar en endavant dels altres governs provincials. La província de Buenos Aires era l'única que hauria pogut col·laborar econòmicament, ja que monopolitzava la principal font d'ingressos públics, la Duana; però el govern porteny es va desentendre completament de la guerra. Arribaria a l'extrem de rebutjar una comanda d'ajuda de San Martin amb l'argument que «al país li era útil que romanguessin els espanyols al Perú». El govern porteny també signaria amb el govern liberal espanyol una Convenció Preliminar de Pau el 1823, encara que la mateixa seria ignorada pel restaurat Ferran VII l'any següent.

### Expedició alliberadora del Perú

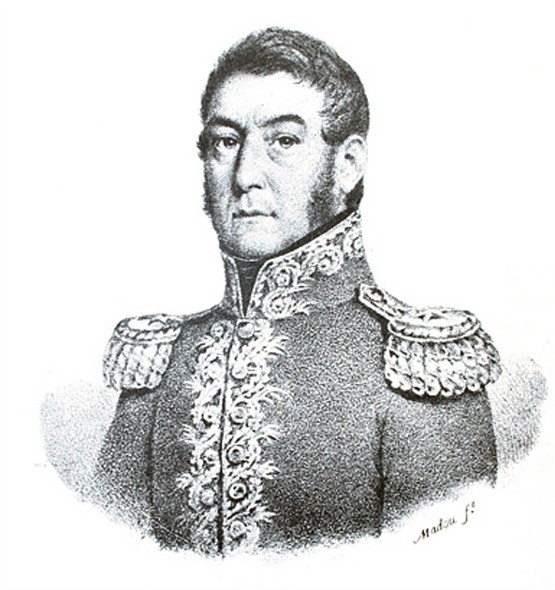
El general José de San Martín

El 8 de setembre de 1820, un exèrcit unit xilè-rioplatenc, amb 4.500 homes al comandament del general José de San Martín va desembarcar al sud del Perú. El virrei José de la Serna tenia sota el seu comandament a uns 20.000 soldats distribuïts per tot el virregnat, però el domini de la mar per part de l'esquadra de San Martín li impedia concentrar-los. L'avanç de les idees independentistes a Lima va forçar al virrei a evacuar la capital i traslladar les seves tropes cap a l'interior, fixant el seu govern a Cusco. San Martín va ingressar a Lima, i el 28 de juliol va proclamar la Independència del Perú, després de la qual cosa va ser nomenat Protector del Perú amb autoritat civil i militar.
San Martín va enviar tropes en ajuda d'Antonio José de Sucre, lloctinent de Simón Bolívar, per a la campanya d'independència de Quito, participant les mateixes en les batalles de Riobamba i Pichincha.
A canvi, San Martín esperava rebre ajuda de Bolívar, però la realitat és que necessitava tot un exèrcit. A l'Entrevista de Guayaquil, de juliol de 1822, San Martín va cedir a Bolívar la iniciativa i conclusió de la campanya alliberadora, i poc després va abandonar també el Perú.
Bolívar va prendre el comandament de l'exèrcit (en el qual la participació de tropes argentines era cada vegada menor) però es va veure obligat a evacuar la capital després de la revolta de tropes patriotes, majoritàriament rioplatenses, en el Callao, que sumits en un estat miserable es van passar als reialistes. La notícia de la restauració absolutista a Espanya va generar una divisió entre els caps reialistes: l'Alt Perú va quedar en mans de Pedro Antonio Olañeta, mentre el Baix Perú quedava sota el comandament de De la Serna. Llavors Bolívar va avançar cap a l'interior, derrotant a les millors tropes de cavalleria enemigues a la batalla de Junín, on els oficials argentins van tenir destacada participació.
Quatre mesos més tard, el 9 de desembre, la victòria patriota en la batalla d'Ayacucho, va decidir la sort de totes les guerres d'independència hispanoamericanes a favor dels independentistes. En aquesta batalla va combatre per última vegada l'últim esquadró supervivent del Regiment de Granaders a Cavall, al comandament de José Félix Bogado.

### Bolívia
El general Arenales, governador de Salta des de gener de 1824, va dedicar els seus esforços a intentar una última campanya a l'Alt Perú, aprofitant les tropes reunides pel altoperuà José María Pérez de Urdininea, més algunes altres tropes reunides per José María Paz a Santiago del Estero. El 4 d'agost de 1824, el governador Arenales va nomenar comandant general d'avantguarda al general Urdininea (a petició del mariscal Sucre) perquè es dirigís cap a l'Alt Perú per atacar Olañeta des del sud. Aquest es va posar en marxa el 3 de gener de 1825, amb una força de al voltant de 604 homes.
També Sucre va iniciar el seu avanç cap al sud, a la recerca d'Olañeta, qui va ser vençut i mort per un dels seus subordinats el 1r d'abril. En saber de la mort d'Olañeta, Arenales va enviar a Pérez de Urdininea cap al nord, però aquest es va anomenar Comandant en Cap de l'Exèrcit Alliberador de Chichas, posant-se fora de l'abast de l'autoritat d'Arenales.
Poc després, un congrés de les províncies de l'Alt Perú declarava la seva voluntat de independitzar-se de les Províncies Unides del Riu de la Plata i del Virregnat del Perú al qual estaven subjectes des de 1810, amb el nom deRepública de Bolívar, al que el Congrés de Buenos Aires no va posar objeccions. Un últim conflicte pel territori de Tarija va durar encara un any, fins a la seva incorporació a la que ja es deia República de Bolívia.

## Naixement del model agroexportador
Durant el període colonial, l'economia de les províncies del Riu de la Plata era motoritzada per l'intercanvi comercial entre elles i amb l'Alt Perú. En particular, la ciutat i província de Buenos Aires es finançava gairebé exclusivament amb el tràfic de plata des de l'Alt Perú cap a Espanya i el correlatiu ingrés de béns manufacturats i blat pel seu port. L'activitat pecuària estava lligada únicament a l'alimentació de la ciutat, i les ocasionals vendes de salaó i cuirs eren subproductes sense més importància.
Les regions més pròsperes durant el període colonial eren el nord-oest, Cuyo i el nord-est, les economies eren motoritzades per l'intercanvi comercial amb l'Alt Perú, Xile i Paraguai respectivament.

### L'obertura comercial i el litoral
L'obertura econòmica i l'expansió econòmica europea que va seguir la fi de les guerres napoleòniques van provocar un ràpid canvi en l'estructura productiva a Buenos Aires i, amb cert retard, en les altres províncies del Litoral argentí. D'una banda, es va produir una ràpida valorització dels productes pecuaris, especialment cuirs, que durant tot el període van representar una mica més del 60% del total de les exportacions, i salaó, que va atorgar una alta rendibilitat a l'activitat ramadera, especialment la cria de bovins. De l'altra, el comerç exterior va passar a estar controlat per comerciants britànics, que també es van introduir en proporció important en el comerç interior. De manera que els grups dominants del comerç colonial van buscar ràpidament ubicació per a les seves capitals i van fer grans inversions en el sector ramader, que va triplicar la quantitat de caps bovins en els trenta anys que van seguir la Revolució de Maig.
El perfil de la producció ramadera va patir també un ràpid canvi: fins a la Revolució, l'àrea efectivament ocupada per les estàncies estava gairebé exclusivament al nord del riu Salado, i estava en mans d'una gran quantitat de petits productors bovins. Trenta anys més tard, els camps al nord del Salado seguien bastant fraccionats, però dedicats majoritàriament a la cria ovina, excepte en la franja més propera al riu, on es van establir grans estàncies bovines. La quantitat de caps bovins s'havia triplicat, amb 20 milions de caps addicionals, totes ells en grans estàncies al sud del Salado.
La concentració econòmica en la producció ramadera va fer llanguir la ja escassa producció artesanal de Buenos Aires, iniciant-se en aquesta època l'anomenat «model agroexportador», en què tota l'activitat econòmica es concentrava en l'exportació ramadera i la importació de béns manufacturats, i fins i tot de la major part del blat que es consumia a la ciutat.
La província de Santa Fe, la més castigada per la guerra civil fins llavors, va poder gaudir d'una dècada en pau i, al costat de Corrientes i Entre Ríos, iniciar una lenta recuperació econòmica (impulsada per la producció i exportació de productes ramaders), encara que significativament menor i una mica més tardana que l'experimentada per Buenos Aires. D'aquesta manera, el Litoral argentí (la importància econòmica durant el Virregnat del Riu de la Plata havia estat molt limitada) va experimentar els efectes d'una ràpida valorització dels productes ramaders, que li van permetre posar-se al capdavant de l'economia del país.
D'altra banda, la Província de Buenos Aires es va apoderar dels ingressos de la Duana que servia a tot el país, la principal font d'ingressos públics. En aquesta província, el comerç exterior va ser monopolitzat pels comerciants estrangers, especialment britànics, i aquests es van introduir en proporció important en el comerç interior.

### L'interior: aïllament i decadència
La situació a l'interior (és a dir, les províncies sense ports sobre els rius de la conca de la Plata va ser exactament la inversa; aquestes van patir una marcada declinació causa dels danys produïts pel procés independentista i les lluites civils, a la pèrdua dels mercats (des llavors situats fora del país) i a la competència dels productes industrials, d'origen majoritàriament britànic, amb els productes artesanals que anteriorment venien a les províncies del Litoral.
Les províncies del nord-oest van seguir lligades al comerç amb la regió centre-oest d'Amèrica del Sud, que des de 1825 va passar a ser la independent Bolívia, però aquest va disminuir dràsticament respecte del que existia durant l'època colonial. Les províncies de Cuyo també van mantenir un intens intercanvi amb Xile, especialment de bestiar boví, mules i cavalls. La situació va ser menys dramàtica a Córdoba, província que es va especialitzar en produir productes industrials i artesanals i guanyat en peu per proveir al mercat litoral; les províncies del nord-oest i Cuyo van seguir aquest camí, encara que més lentament i en menor mesura.
Les classes altes i mitjanes de les províncies de l'interior van augmentar el seu consum d'articles importats, encara que en molta menor mesura que a la ciutat de Buenos Aires, on la població de totes les classes (fins i tot els més pobres) es va vestir amb articles fabricats a Anglaterra i, en menor mesura, en els Estats Units. El mateix va passar amb tota classe de mercaderia, particularment eines, maquinàries, mobles, carruatges, embarcacions i begudes alcohòliques.

## L'època de Rivadavia (1820-1827)

### Governacions de Rodríguez i Las Heras

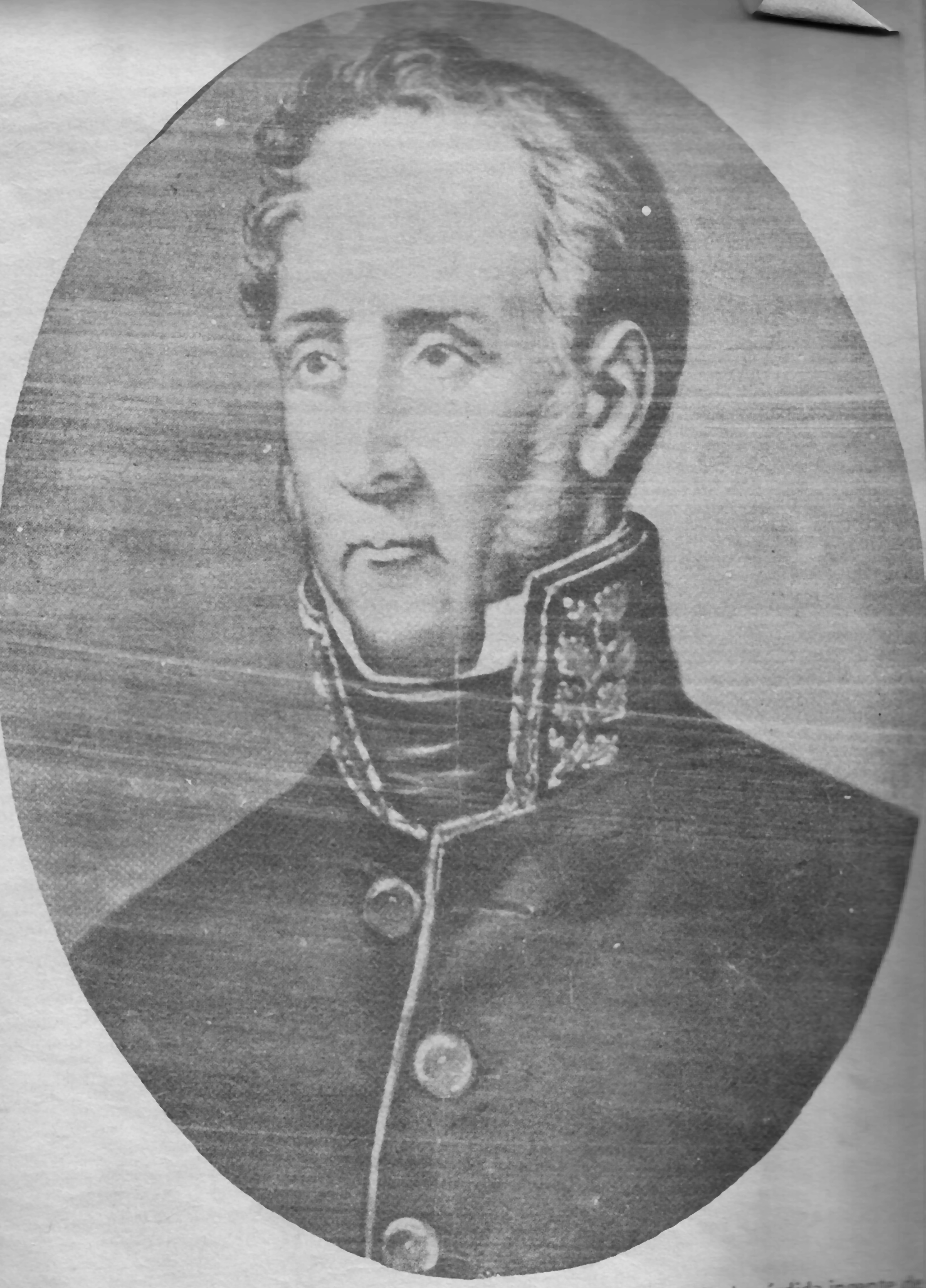
El governador Martín Rodríguez

Després de la signatura del Tractat de Benegas i la derrota de Francisco Ramírez, la província de Buenos Aires ja no seria amenaçada pels cabdills federals. Al mes de juliol de 1821, Rodríguez va nomenar ministre de Guerra i Marina a Francisco Fernández de la Cruz, d'Hisenda a Manuel José García, i de Govern i Relacions Exteriors a Bernardino Rivadavia; aquest últim seria la figura dominant durant la resta del govern de Rodríguez.
Mentre Rivadavia i García portaven endavant les reformes polítiques que van caracteritzar el seu govern, el governador Rodríguez va llançar una segona campanya contra els indígenes, que no va detenir els malons, però va aconseguir establir diversos forts permanents, entre ells el que donaria origen a la ciutat de Tandil.
Des de la seva arribada al ministeri, Rivadavia va pressionar a les altres províncies per dissoldre el Congrés que s'estava reunint a Córdoba, sota la protecció de Bustos, i va signar amb les províncies de Santa Fe, Entre Ríos i Corrientes el Tractat del Quadrilàter, pel qual es convocava a un futur congrés, que es reuniria a Buenos Aires.
La convocatòria va tenir lloc el 1824, i els diputats es van anar reunint a Buenos Aires a finals d'aquest any, en la mateixa època en què acabava el govern de Martín Rodríguez.
L'abril del 1824, la Junta de Representants va triar governador a Juan Gregorio de les Heras, destacat militar de la guerra de la independència però de limitada capacitat política. El nou governador va pretendre mantenir el ministeri anterior, però Rivadavia va decidir viatjar a Londres a gestionar l'explotació de les mines existents en territori de les províncies. García va assumir les carteres de Govern i Hisenda i Fernández de la Cruz va mantenir la de Guerra.
El prestigi personal de les Heras va portar a les altres províncies a delegar en el governador porteny les relacions exteriors de totes elles. En tal caràcter, li va tocar discutir la situació de l'Alt Perú, enviant davant el general Sucre a Carlos María de Alvear i José Miguel Díaz Vélez, amb instruccions de deixar a aquestes províncies decidir el seu destí; van intentar oposar-se a la segregació de Tarija, però sense èxit.
A poc d'iniciar el seu mandat, el desembre de 1824, Las Heras va inaugurar les sessions del Congrés Nacional reunit a Buenos Aires. Durant la resta del seu mandat, la seva gestió va estar supeditada a les iniciatives del mateix; si bé la declaració de guerra a l'Imperi de Brasil i l'elecció d'un president per a l'estat nacional van tenir lloc sota el seu govern, en la pràctica aquests fets van estar dirigits per les faccions dominants al Congrés, especialment les dirigides pel ministre García i el diputat Agüero.
La guerra del Brasil portaria a la formació de l'executiu nacional, i Rivadavia (recentment tornat de Anglaterra) va assumir com a president de les Províncies Unides al febrer de 1825. Aquest va avançar ràpidament sobre l'autonomia de les províncies, inclosa la de Buenos Aires, que va ser dividida per la Llei de Capitalització, que creava una capital federal amb la ciutat i gran part de la campanya que l'envoltava. Al febrer de 1826, el president va decretar el cessament de Las Heras com a governador, exercint des de llavors el President i el Congrés dels poders executiu i legislatiu de la província i de la Nació.

### Reforma de l'Estat

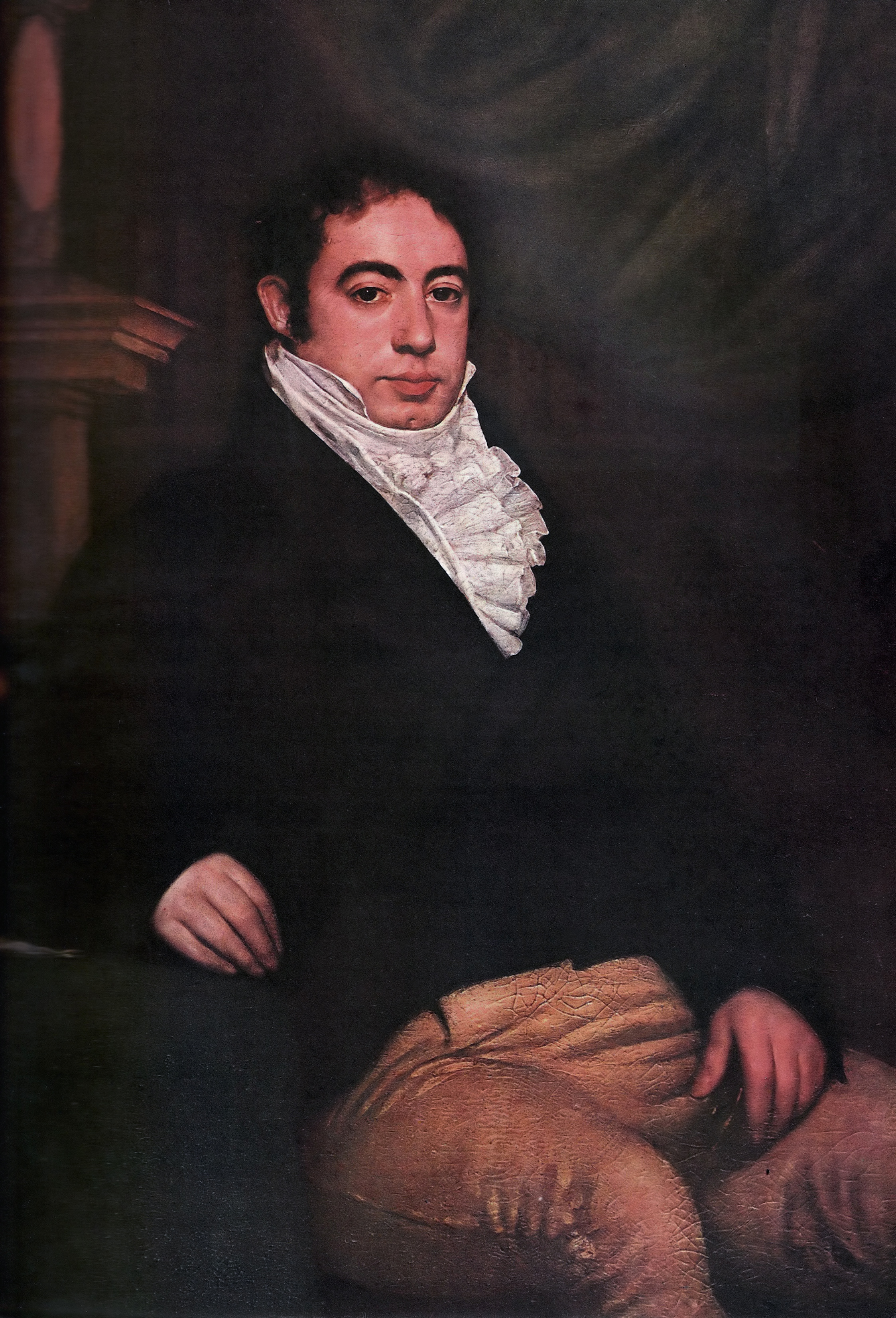
Bernardino Rivadavia

Tot just arribat Rivadavia al ministeri, es va sancionar una Llei de Sufragi Universal, la primera del seu tipus a Llatinoamèrica, per la qual tot home lliure seria hàbil per ser elegit. Va ser un gran avanç en els drets civils, encara que anys més tard el mateix partit governant sancionaria reformes que limitaven el dret electoral únicament als propietaris.
Rivadavia va buscar la modernització del sistema de govern. Va decretar l'abolició del cabildo de Buenos Aires i dels de les viles de l'interior provincial i va instal·lar la Cambra d'Apel·lacions de la Província, que assumiria el poder judicial. Aquesta mesura seria imitada per la major part de les províncies de l'interior, tant les governades pel unitaris com les governades pel federals.
Va continuar la modernització amb una reforma militar i una reforma eclesiàstica; per la primera, va atorgar la baixa militar, en condicions generalment desavantatjoses, a molts oficials que s'havien destacat en la guerra de independència. La reforma religiosa incloïa l'eliminació de certs privilegis dels religiosos, el tancament de la majoria dels convents, la supressió del delme, etc. La societat va quedar dividida entre partidaris i opositors d'aquesta reforma, i l'oposició se li van sumar diversos militars «reformats». Al març de 1823, un grup de militars i civils, dirigits per Gregorio García de Tagle es va llançar a l'anomenada Revolució dels Apostòlics, en què anaven units clerges i militars reformats. Després de diverses hores de tirotejos i alguns morts, la revolta va ser dominada i el seu fracàs va significar una forta consolidació de Rivadavia i les seves polítiques. Ja elegit president, i a partir de la Llei de Capitalització, Rivadavia va dur a terme una forta concentració del poder en l'executiu nacional; la Sala de Representants va ser dissolta, es va nacionalitzar l'exèrcit de la província, les terres públiques, la Duana, i totes les propietats provincials.
Les mesures que afectaven l'autonomia provincial van generar forta oposició en l'opinió pública portenya, especialment entre els estanciers, que havien estat fins llavors una base important del seu suport polític.

### Política cultural i educativa
Ambicionant igualar les institucions culturals i educatives que havia presenciat a Europa, Rivadavia va prestar especial atenció a aquestes àrees, molt relegades durant l'època de la independència.
Es va fundar la Universitat de Buenos Aires a l'agost de 1821, a partir de les Acadèmies de Medicina i Jurisprudència. També es va transformar el vell Col·legi de Sant Carles a Col·legi de Ciències Morals; en el mateix es van atorgar beques a joves de les províncies.
També es van fundar diverses altres institucions acadèmiques i culturals, com ara la Societat Literària, la Societat de Ciències Físiques i Matemàtiques, el Museu de Ciències Naturals, l'Arxiu General, el Registre Oficial i el Departament Topogràfic i Estadístic.
Diversos intel·lectuals estrangers van ser contractats per actuar en aquestes institucions, com el naturalista francès Aimé Bonpland, el físic italià Pedro Carta Molino, l'enginyer francès Charles Henri Pellegrini i l'historiador italià Pedro de Angelis. La majoria d'ells es van radicar definitivament al país.
Durant l'època de Rivadavia es van publicar a la capital desenes de diaris, la majoria de curta durada. Van ser essencialment vehicles de propaganda política i de difusió cultural, relegant a un segon pla la seva funció informativa. Alguns dels més notables van ser El Centilea i El Pampero, de Juan Cruz Varela, o El Argos, publicat per la Societat Literària.
En el seu afany regalista, Rivadavia va iniciar una reforma religiosa, que incloïa l'eliminació de certs privilegis dels religiosos, el tancament de la majoria dels convents, la supressió del delme i del fur eclesiàstic.
També es va barrejar amb la política del cabildo eclesiàstic del bisbat, reemplaçant al provisor del mateix (des de la mort del bisbe Lué la seu estava vacant) per Mariano Medrano, a qui aviat també va fer expulsar, reemplaçant al seu torn per Diego Estanislao Zavaleta, partidari del regalisme de Rivadavia. El seu successor, José León Banegas, un filòsof espiritualista, tampoc va oposar resistència a les reformes eclesiàstiques. L'única resistència ferma la van oposar els frares Cayetano Rodríguez i Francisco de Paula Castañeda, que poc van poder fer contra una reforma afavorida pel poder polític.
Durant aquest període es va restablir parcialment la relació amb la Santa Seu, per mitjà de la visita pastoral de monsenyor Juan Muzi, que va visitar Buenos Aires i Cuyo.

### Política econòmica
Entre les primeres mesures de García va estar la regularització dels deutes públics de la província, en recerca del restabliment del crèdit públic; va pagar els deutes dels creditors de la província amb títols públics, donat-los-hi suportamb la totalitat de la terra pública de la província. Però com al mateix temps es necessitava augmentar els ingressos de l'Estat en un moment en què la major part de les inversions estaven dirigides a la propietat rural, especialment rendible, va crear el sistema de l'emfiteusi per arrendar en forma permanent les terres als seus ocupants. No era una reforma agrària, sinó que es va buscar afavorir els més poderosos, de manera que els ocupants pobres van ser expulsats i es va establir un límit mínim a les extensions a arrendar, però no un límit màxim.
Va proclamar la llibertat de comerç, col·locant les taxes duaneres a un nivell molt baix, amb el que va afavorir el comerç exterior de la província, però va aïllar i va ofegar les economies provincials, les artesanies no van poder competir amb els productes industrials importats.
A la recerca de crèdit, el 15 de gener de 1822, Rivadavia va crear el primer Banc de la Província de Buenos Aires, també conegut com a «Banc de Descomptes», una institució que ràpidament va quedar en mans de comerciants anglesos i capitalistes locals associats a aquests. Una part important de les accions va quedar en mans de l'estat provincial, però aquest tenia expressament prohibit participar en la seva direcció.
També va contractar el primer emprèstit exterior, conegut com a «Emprésito Baring», amb la casa bancària britànica Baring Brothers; els fons havien estat adquirits per a obres públiques, però en la seva major part van acabar sent prestats als comerciants del Banc de Descomptes.
En 1826, Rivadavia, ja amb el càrrec de president, va transformar el Banc de Descomptes en el Banc Nacional, amb un capital format per l'aportació de l'Estat i per accions que es subscriurien a tot el territori. Les seves funcions eren rebre dipòsits, demanar diners amb interès, atorgar préstecs, encunyar monedes i bitllets convertibles. Atès que no va aconseguir reunir el capital corresponent, el paper moneda emès va mancar de suport, de manera que els comerciants, predominantment britànics, van retirar del Banc tot l'or disponible i el van exportar. Les despeses derivades de la guerra del Brasil van portar al govern a sol·licitar reiterades sumes que provocarien la seva ruïna.

### Relacions exteriors
Les relacions exteriors van estar dominades per les negociacions pacífiques amb Espanya a la recerca del reconeixement de la independència de les Províncies Unides. Tan ansiós estava el govern d'aconseguir la pau amb Espanya, que va rebutjar completament tota possibilitat de col·laborar políticament o econòmicament amb San Martín a completar la Independència del Perú; d'altra banda, era molt coneguda la malvolença que sentia el ministre Rivadavia pel general San Martín, qui, deu anys abans, havia enderrocat al Primer Triumvirat, del qual aquell era secretari. La signatura de la Convenció Preliminar de Pau amb el govern liberal d'Espanya va ser un pas important en aquest sentit, però la mateixa seria anul·lada pel rei Ferran VII després del seu segon retorn a l'absolutisme.
Més èxit va tenir en negociar amb Gran Bretanya. A poc d'arribar a la presidència, Rivadavia aconseguiria signar el «Tractat d'Amistat, Comerç, i Navegació» amb aquest país, la importància estava en el fet que es reconeixia la independència de les Províncies Unides i la seva existència com nació sobirana.
Des de la invasió portuguesa iniciada el 1816, aquest país havia controlat la Banda Oriental, que el 1822 va ser incorporada a l'Imperi de Brasil com a Província Cisplatina. La guerra de la independència i les guerres civils havien fet impossible la seva recuperació per les Províncies Unides, però totes dues semblaven acabades en 1825. A l'abril d'aquest any es va iniciar l'expedició dels anomenats Trenta-tres Orientals, sota el comandament de Juan Antonio Lavalleja, que ràpidament va controlar l'interior de la província i va posar setge a Montevideo. El Congrés de la Florida va a declarar la independència de la Província Oriental respecte de l'Imperi de Brasil i la seva reincorporació a les Províncies Unides. La mateixa va ser acceptada pel Congrés Nacional el 25 d'octubre.
L'Imperi va declarar la guerra a les Províncies Unides, que van respondre amb una altra declaració equivalent el primer dia de 1826. L'esquadra brasilera va bloquejar el Riu de la Plata, causant greus danys econòmics a les Províncies Unides.

### Revolució deLos Apostólicos

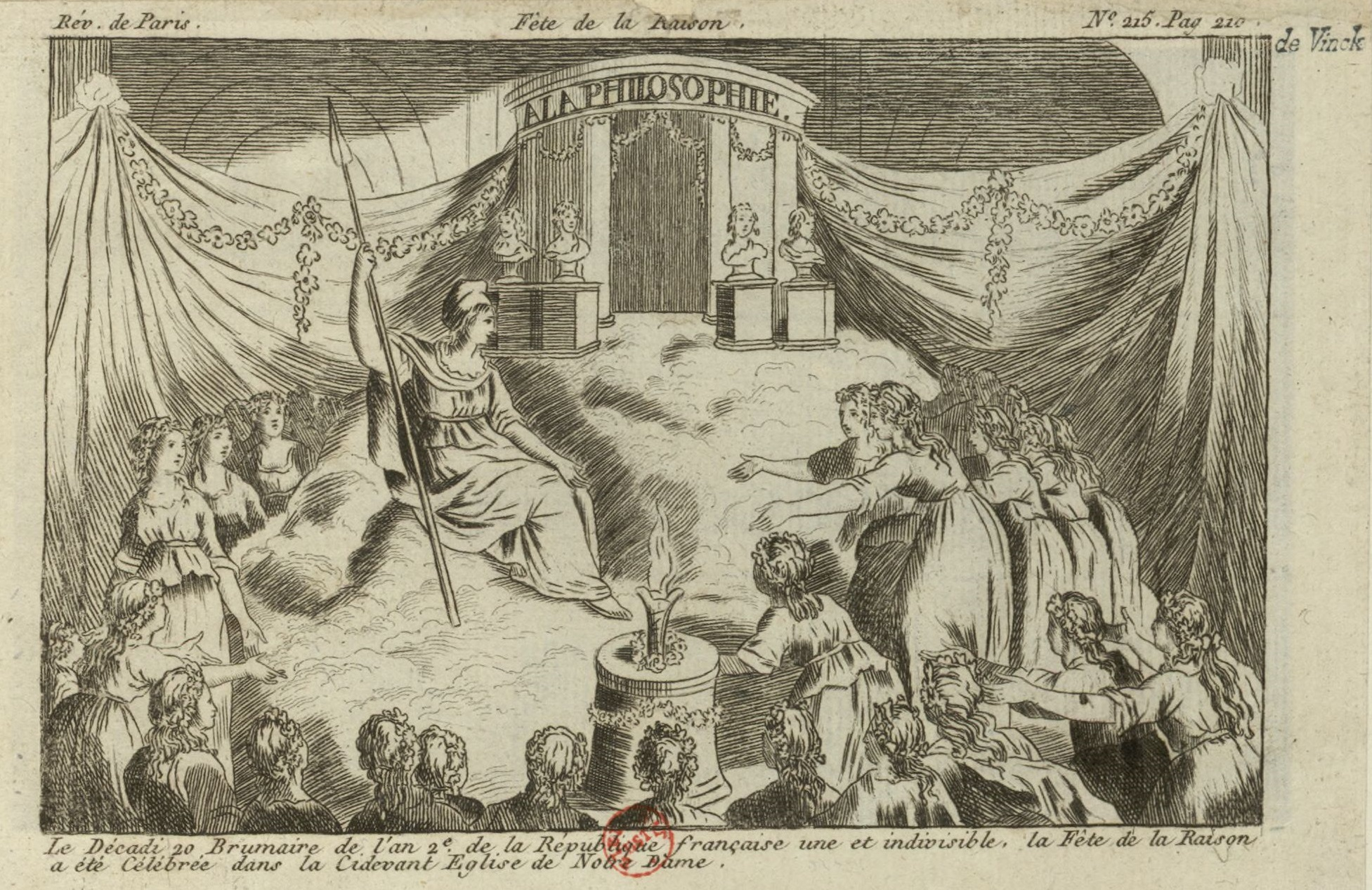
El culte de la «dessa Raó» durant la Revolució Francesa

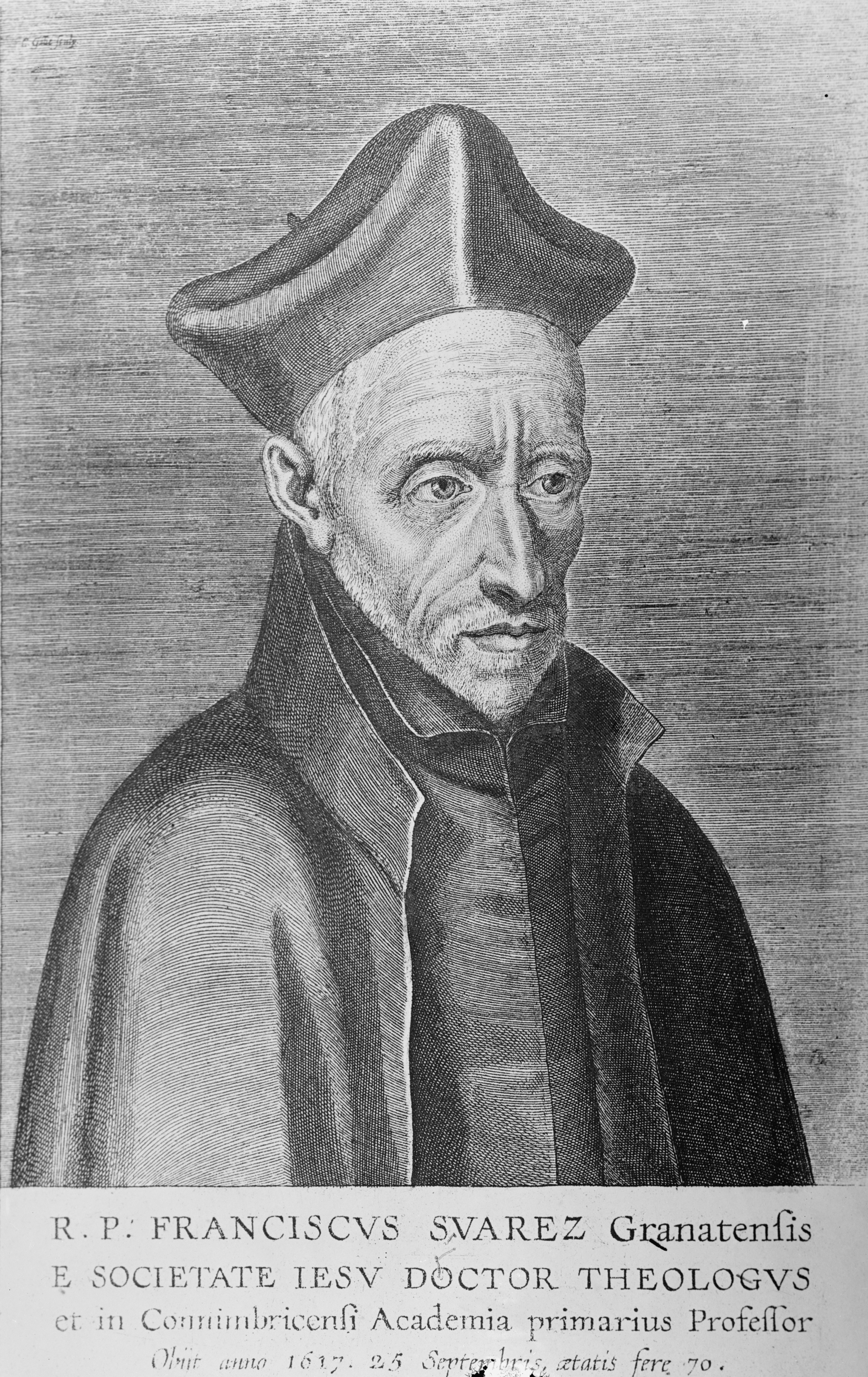
El sacerdot jesuïta Francisco Suárez

Des dels primers temps de l'Argentina hi va haver grups laïcistes i anticatòlics liderats primer per Mariano Moreno i Juan José Castelli, però el conflicte va ocórrer entre 1820 i 1824, quan governava Buenos Aires Martín Rodríguez, el ministre Bernardino Rivadavia, per tal d'incrementar les arques de l'Estat, va signar un emprèstit amb la Baring Brothers i es va apoderar de tots els béns que pertanyien a l'Església catòlica a Argentina i a les ordres religioses, va confiscar els béns propis del Santuari de Luján, dels de la Germandat de Caritat, l'Hospital de Santa Caterina i altres.
Cal tenir en compte que des de la seva emancipació, la Nació Argentina va estar influïda per dos corrents de pensament diferents:
1) La racionalista, laïcista i il·luminista de Voltaire que va sustentar la filosofia política de la Revolució Francesa i que va influir per exemple en el Dean Funes a Córdoba.
2) Una altra anterior, d'inspiració cristiana, influïda, d'una banda, per la doctrina del sacerdot jesuïta Francisco Suárez, de l'Escola de Salamanca, que va pregonar que «l'autoritat és donada per Déu però no al rei sinó al poble», que va ser apresa a la Universitat de Charcas pels principals patriotes que van impulsar la Revolució de Maig; i de l'altra, per l'exemple de la Revolució Americana que, encara que va tenir altres orígens, el seu lema nacional és In God we trust (de l'anglès: «En Déu confiem»).
Bernardino Rivadavia era catòlic però hi havia adoptat les idees regalistes d'Europa i va voler aplicar-les en el país. Aquesta doctrina sostenia que no existia una Església Universal regida pel Papa sinó que existien comunitats nacionals de fidels als quals el govern podia dirigir. Rivadavia va comptar amb el suport d'alguns sacerdots com Valentín Gómez, Gregorio Funes, Julián Segundo de Agüero i altres.

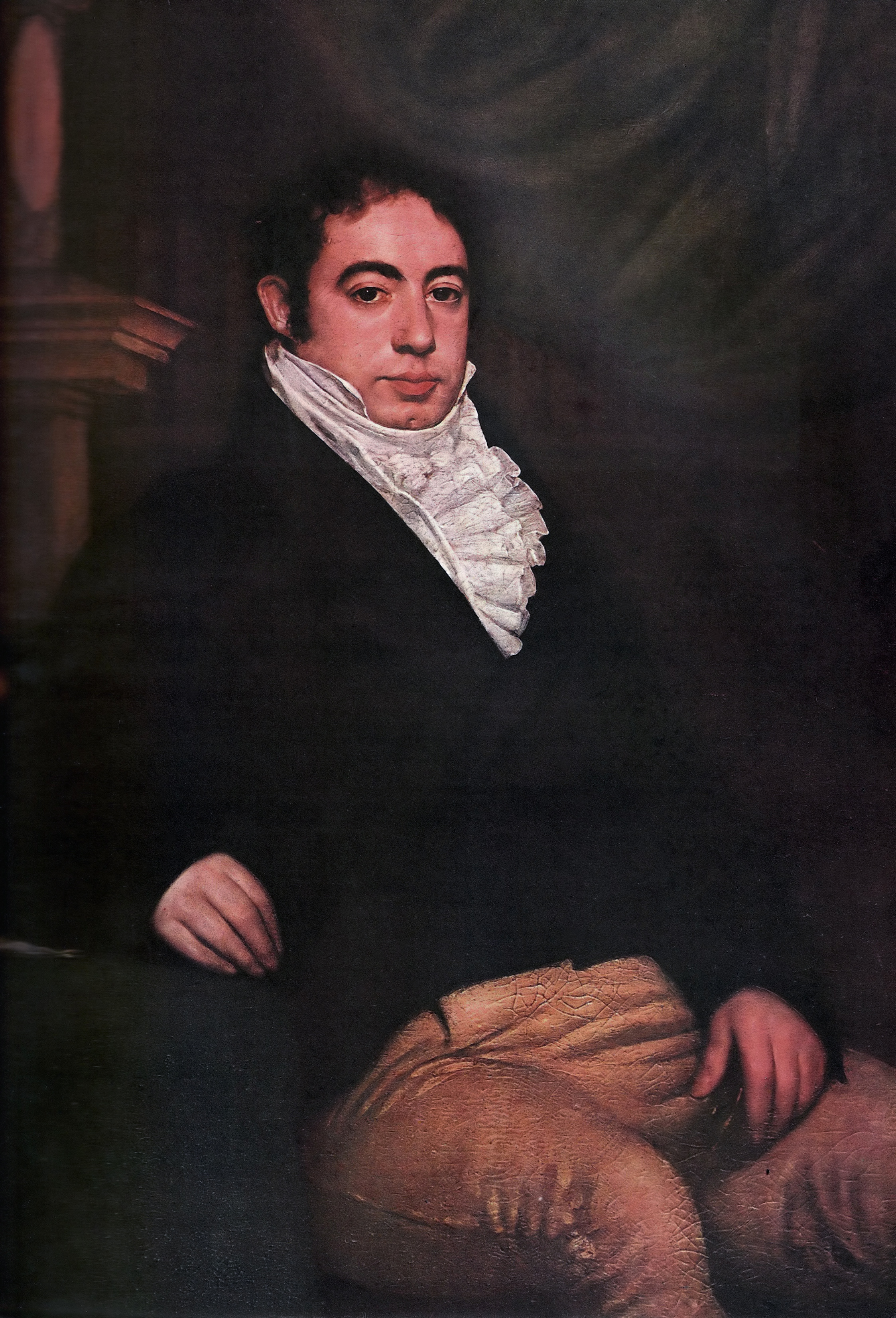
Bernardino Rivadavia

El 1r de juliol de 1822, Rivadavia va publicar una sèrie de decrets reformistes, que van ser completats sis mesos més tard per la llei de la Cambra de Representants que va dictar, el 21 de desembre, la Llei de Reforma General.
Aquestes resolucions afectaven principalment a les ordres religioses, que els seus membres eren considerats més addictes a la Santa Seu que els sacerdots del clergat secular.
Algunes mesures van ser:
- El Govern va decretar el tancament de diversos convents, com els dels Bethlemites, Recoletos i Mercedaris; al mateix temps es va apoderar de tots els béns que pertanyien a aquestes ordres religioses.
- El Govern va confiscar els béns propis del santuari de Luján, dels de la Germandat de Caritat, l'Hospital de Santa Caterina i d'altres.
- El govern va prendre sobre si la responsabilitat de donar permisos per abandonar l'estat als religiosos que així ho desitgèssin.
- Es van declarar suprimits els delmes, impost tradicional que servia per al sosteniment del clergat.
- No podria haver convent amb més de 30 religiosos ni amb menys de 16, sota la pena de supressió i confiscació de béns.
- Cap religiós podria pronunciar els seus vots de consagració perpetu abans complir els 25 anys.
- No es reconeixeria l'existència de cap autoritat religiosa que residís fora del país i pretengués tenir poder sobre el clergat secular i regular.[100]

Les despulles arbitràries i unilaterals de l'administració rivadaviana juntament amb el paper de l'Església Catòlica en la gènesi de la nacionalitat argentina són causa de la reparació històrica que fonamenta l'actual sosteniment del culte catòlic a l'Argentina, reglamentat per la Llei 21.540 sobre l'«Assignació a determinats dignataris pertanyents al Culte Catòlic Apostòlic Romà».
La reforma va desencadenar una veritable guerra periodística. D'una banda Juan Cruz Varela i Florencio Varela defensaven la posició del Govern a El Centinela i El Lobera del Año XX. Per l'altre fra Cayetano Rodríguez i fra Francisco de Paula Castañeda atacaven vigorosament a Rivadavia. El Govern va decidir exiliar a Castañeda a Carmen de Patagones, però el frare va escapar a Montevideo. El prever Mariano Medrano (Vicari Provisional de la Santa Seu a l'haver quedat vacant el lloc de bisbe de Buenos Aires des de 1812) es va oposar enèrgicament a les reformes rivadavianes.
Entre els opositors més prominents a les polítiques de Rivadavia es trobava el frare Francisco de Paula Castañeda, periodista i escriptor satíric que va dedicar a Rivadavia les següents línies:
| «                              | (castellà) No hay provenir maravilloso ni otro contenido más delicado que librarse del Sapo del Diluvio El Sapo es Rivadavia o Rivaduvio o el Robespierre el renegado. | (català) No hi ha provenir meravellós ni altre contingut més delicat que lliurar-se del Gripau del Diluvi El Gripau és Rivadavia o Rivaduvi o el Robespierre el renegat. | » |
| — Francisco de Paula Castañeda | | |   |

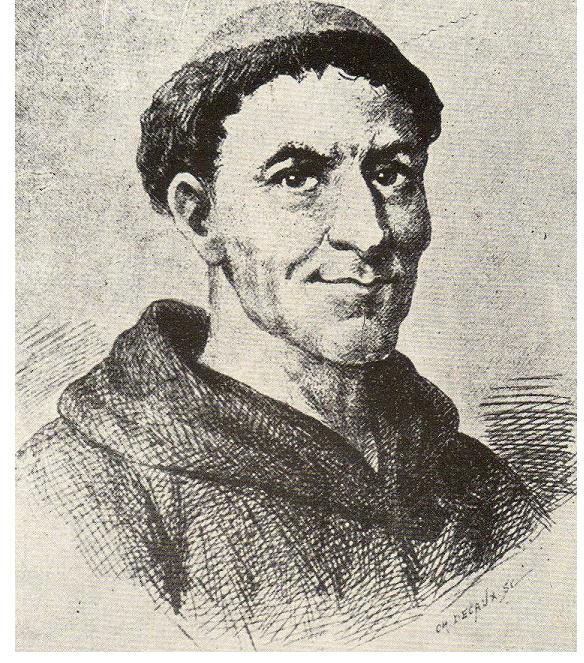
Francisco de Paula Castañeda

El 19 de març de 1823 va esclatar la «Revolució dels Apostòlics» en defensa dels béns de l'Església catòlica a Argentina encapçalada per Gregorio García de Tagle, una reacció ben organitzada contra les «reformes» del ministre Bernardino Rivadavia, en què van participar il·lustres ciutadans com Domingo Achega, Mariano Benito Rolón i Ambrosio de Lezica. Va tenir suport de molts descontents, a més de frares i capellans, però va fracassar després de diverses hores de lluita. Les forces governamentals van dispersar ràpidament a la manifestació, i la majoria dels líders van ser capturats, executats o castigats amb duresa.
Tagle va aconseguir escapar a Montevideo que estava en poder del Regne Unit de Portugal, el Brasil i l'Algarve, amb ajuda de Dorrego (el mateix a qui havia desterrat injustament a 1816 a Espanya). El coronel José María Urien i el capità José Benito Peralta van ser executats, però el judici va ser suspès i els seus documents destruïts per ordre de Rivadavia.
Tagle va ser arrestat a Montevideo, que era llavors la capital de la Província Cisplatina, governada llavors pel vescomte de la Laguna Carlos Federico Lecor, que trigaria mesos a alliberar-lo. Bernardino Rivadavia va ser nomenat president de les Províncies Unides del Riu de la Plata pel Congrés General de 1824.

### El Congrés General Constituent
La finalitat del Congrés era sancionar una constitució, però la discussió sobre aquest punt es va tornar lenta i els esdeveniments van forçar a altres accions prèvies. La primera iniciativa important va ser la «Llei Fonamental», per la qual es reconeixia la vigència de les institucions de cada província fins a la sanció de la Constitució, i va crear un Poder Executiu Nacional Provisional, que recauria sobre el governador de Buenos Aires; entre les seves funcions hi havia la d'encarregat de relacions exteriors.
Poc després es va desencadenar la crisi per l'expedició dels Trenta-tres Orientals, que portaria a la Guerra del Brasil. El Congrés va dur endavant la postura bel·licista que promovia la major part de l'opinió pública, en contra dels desitjos d'alguns dirigents que s'oposaven a ella; especialment, del ministre García. La tensió amb l'Imperi del Brasil va plantejar la necessitat d'establir urgentment un govern nacional capaç de conduir el conflicte internacional.
Al febrer de 1825, després d'una maniobra ordida per Rivadavia (per la qual Buenos Aires va duplicar la seva representació al Congrés abans que les altres províncies poguessin elegir els seus nous diputats), va ser sancionada la «Llei de Presidència», que creava un Poder Executiu Nacional Permanent, amb el títol de president de les Províncies Unides del Riu de la Plata, designat pel Congrés. Per al càrrec va ser nomenat Bernardino Rivadavia, que va assumir la presidència el 7 de febrer de 1826, portant amb si un projecte fortament centralitzador.
Durant els mesos següents, Rivadavia va prendre la iniciativa en totes les lleis rellevants, que van ser aprovades amb poca oposició al Congrés. Un exemple especialment notable va ser la sanció de la «Llei de Capitalització».
La discussió sobre la constitució es va fer llarga i complexa; el coronel Manuel Dorrego va liderar la postura federal al Congrés, en oposició a la postura unitària dels representants portenys. Al desembre de 1826 es va sancionar una Constitució Nacional, de caràcter fortament centralista.

### Guerres civils a l'interior

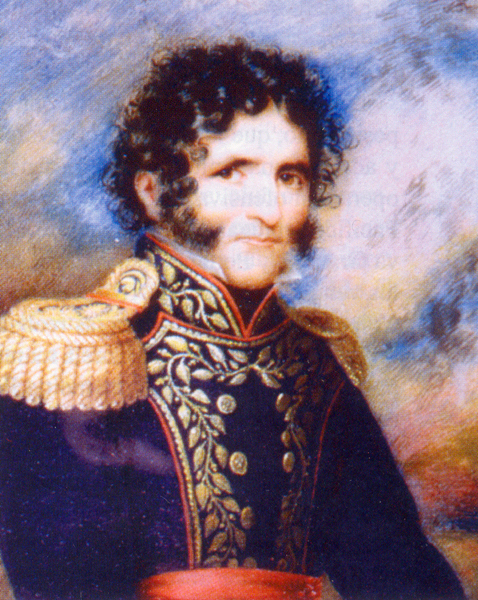
Facundo Quiroga

L'elecció del president va provocar forta oposició a l'interior, ja que s'estava violant la Llei Fonamental, quant aquesta havia establert que tota innovació institucional seria posterior a la sanció d'una Constitució. En resposta a aquestes objeccions, el diputat Agüero va anunciar que el govern i el Congrés farien la unitat, «encara que calgués aconseguir-la a pals».
A més del fort rebuig generat a les províncies pel centralisme de Rivadavia, el seu regalisme i tolerància religiosa (interpretades com a anticlericalisme) li va guanyar encara més oposició. Un cas extrem es va donar a la província de San Juan, on el governador Salvador María del Carril va ser enderrocat a causa de la sanció de la Carta de Mayo, de característiques liberals, al juliol de 1825.
Un altre tipus de conflicte separava al govern de Rivadavia de Facundo Quiroga, comandant d'armes de La Rioja i principal accionista d'una empresa que pretenia explotar les mines de Famatina, principal riquesa minera de la seva província, i el president Rivadavia era el gestor d'una empresa rival, a la qual va adjudicar (en el seu caràcter de president de la República) els drets exclusius sobre els mateixos jaciments.
Un conflicte intern a la província de Catamarca va ser resolt per la mediació de Quiroga; quan el general Manuel Antonio Gutiérrez va violar els termes de l'acord, Quiroga va recolzar militarment a Marcos Figueroa, que es va fer nomenar governador. A Tucumán, el coronel Gregorio Aráoz de Lamadrid (enviat per Rivadavia a reunir el contingent militar que havia de participar en la Guerra del Brasil) va enderrocar al governador Javier López en venjança per la mort del seu parent Bernabé Aráoz i el va expulsar després d'una sagnant batalla. A continuació va avançar fins Catamarca, expulsant a Figueroa.
En resposta, Quiroga va ocupar Catamarca, i el 27 d'octubre de 1826 va derrotar en la batalla de El Tala a Lamadrid, que (seriamente ferit) va ser donat per mort. Poc després, el cabdill mendocí José Félix Aldao aconseguia fer elegir un governador federal a San Juan, i Quiroga va residir allí uns mesos.
Estant a San Juan Quiroga va rebre la comunicació de la sanció de la constitució unitària, que donava al president l'autoritat per dirigir la política de cada província sense consultar els interessos locals. Quiroga la va rebutjar sense cap tràmit; les altres províncies també van rebutjar la constitució, que només va ser acatada a Salta.

### Guerra del Brasil

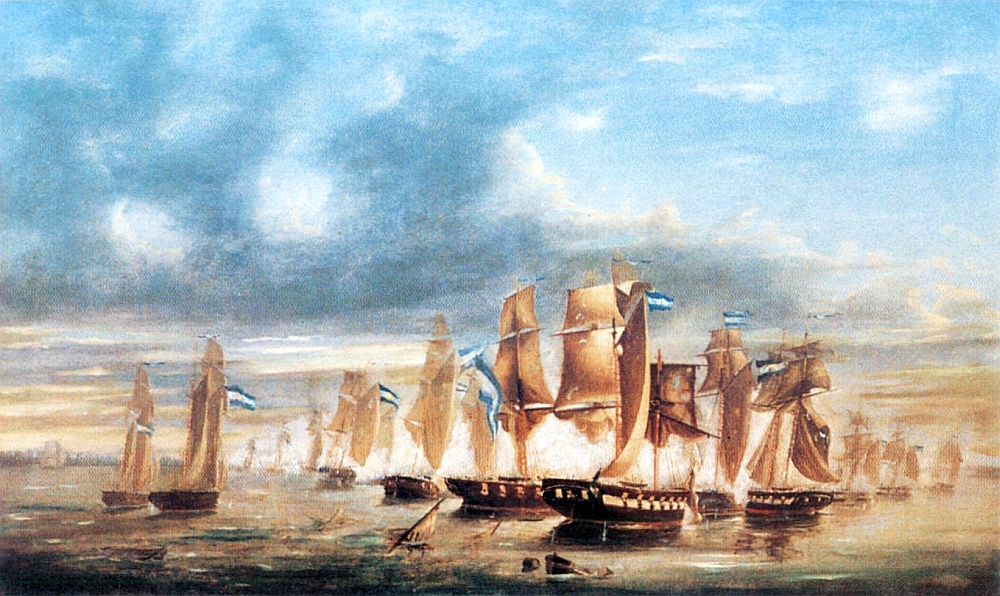
La batalla de Juncal

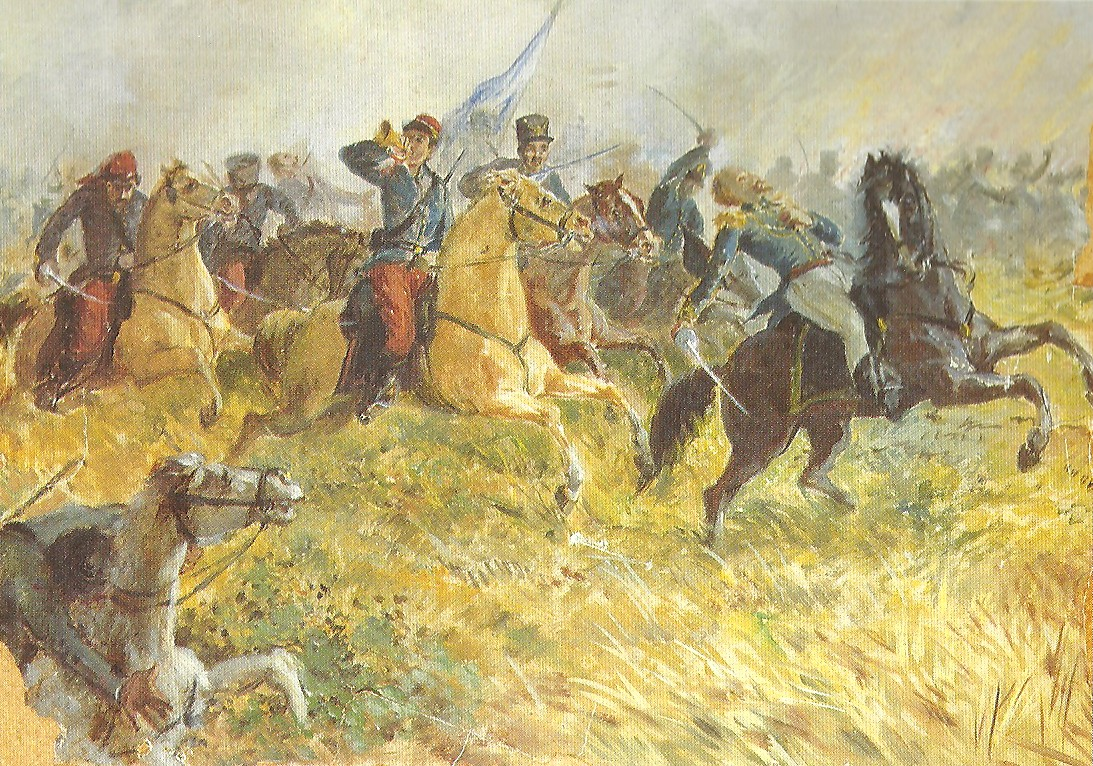
La batalla d'Ituzaingó

El bloqueig naval brasiler va ser respost per les Províncies Unides principalment en forma de guerra de cors, més algunes accions navals reeixides, en particular la batalla de Juncal.
Per terra, es va llançar un atac militar massiu a la província de Rio Grande; allà van aconseguir una completa victòria a la batalla d'Ituzaingó, però la manca de recursos va impedir definir la contesa, tant per terra com per mar.
Davant l'estancament militar, la guerra civil a l'interior i els danys econòmics soferts (especialment per Buenos Aires) i sotmès a la permanent pressió britànica, Rivadavia va enviar a Manuel José García a gestionar la pau. Contrariant les seves instruccions, García va signar una Convenció Preliminar, per la qual reconeixia la sobirania de l'Imperi sobre la Banda Oriental i es comprometia a pagar indemnitzacions de guerra a Brasil.
En conèixer el «tractat deshonrós» signat per García, la indignació va esclatar a Buenos Aires. El president va rebutjar el conveni, però igualment va ser responsabilitzat pel mateix, per la qual cosa va acabar per renunciar el 26 de juny de 1827.

### Final de la presidència i dissolució del Congrés
El Congrés va acceptar la renúncia de Rivadavia i va nomenar a Vicente López y Planes com a president provisori i va restablir les institucions de la província de Buenos Aires. En les subsegüents eleccions va triomfar el Partit Federal, que va elegir governador a Manuel Dorrego. López va presentar la seva renúncia i el Congrés va decidir la seva pròpia dissolució.
Poc després de la caiguda de Rivadavia, Lamadrid, recuperat de les seves ferides, va dirigir dues invasions cap a Santiago del Estero, però va ser derrotat en els dos casos; el seu aliat, el general Arenales, governador de Salta, va ser enderrocat per José Francisco Gorriti i reemplaçat pel germà d'aquest, José Ignacio de Gorriti.
Després del segon fracàs de Lamadrid a Santiago del Estero, Quiroga va marxar cap a la capital tucumana i el va derrotar en la batalla de Rincón de Valladares, al juliol de 1827. Quiroga va ocupar la província fins a principis de l'any següent, assegurant el predomini federal en totes les províncies de Cuyo i del nord, amb l'única excepció de Salta, que no es va atrevir a enfrontar-ho.

## Inestabilitat i guerres civils (1827-1835)

### Dorrego

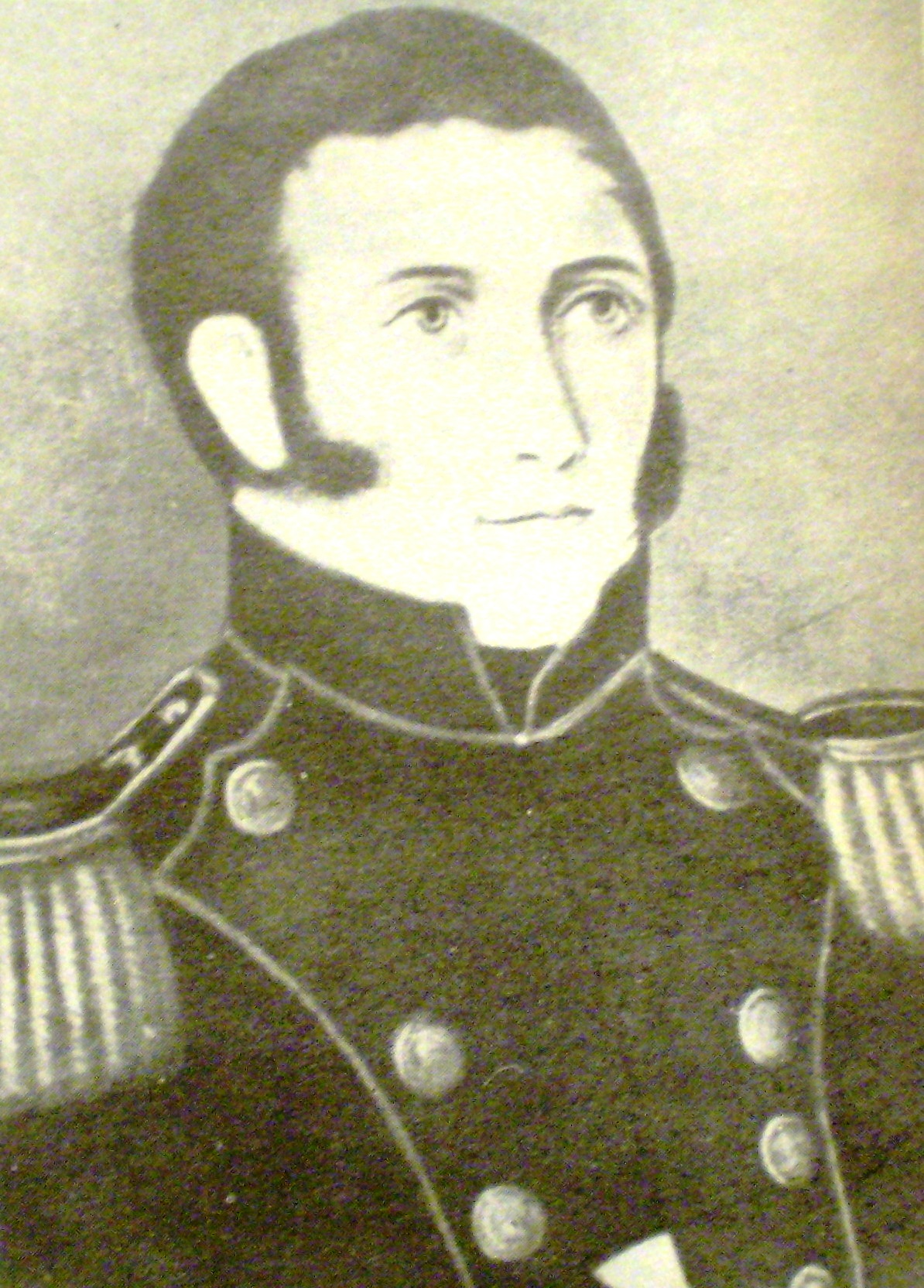
Manuel Dorrego

Dorrego era un federal porteny amb idees molt democràtiques per a l'època. Tenia el suport de les classes mitjanes i baixes i dels productors rurals, però també l'oposició dels unitaris, les classes altes i els intel·lectuals.
A finals de 1827, el triomf del partit federal era pràcticament total. Dorrego va enviar missions a les províncies per restablir la unitat interior i aconseguir un acord sobre l'organització federal; es van subscriure Córdoba, Santa Fe i Entre Ríos, que li van delegar les dues atribucions que quedaven d'un govern nacional; la responsabilitat pel que quedava de l'exèrcit en campanya en la guerra amb Brasil (que encara no s'havia acabat), i les relacions exteriors de totes elles, inclosa la capacitat de decidir sobre les relacions de pau i de guerra. Era un rudiment de govern nacional, limitat a les seves funcions mínimes pel que fa a les relacions exteriors. Les províncies van conservar la seva autonomia gairebé absoluta, comprometent-se a contribuir en la guerra amb Brasil, reconèixer la integritat nacional i a enviar diputats a una Convenció Nacional que es reuniria a Santa Fe.
La Convenció tenia per objectiu crear un poder executiu interí per a efectuar les relacions exteriors, decidir la guerra o la pau i establir les bases per a un Congrés Constituent. No obstant això, la Convenció (que es va reunir a Santa Fe el 1828) no va tractar els temes proposats i es va limitar a aprovar les gestions de Dorrego respecte de la Banda Oriental, sense prendre cap mesura de transcendència a escala nacional.
Davant la necessitat de reactivar la Guerra contra Brasil, Dorrego va donar suport a la conquesta per part de Fructuoso Rivera de Misiones Orientales, un territori que havia pertangut al Virregnat del Riu de la Plata. Però aquesta no va tenir efecte sobre l'Imperi, que va continuar el seu bloqueig del Riu de la Plata. Per la seva banda, l'ambaixador britànic John Ponsonby va dirigir una sèrie de pressions financeres de part dels comerciants britànics que formaven el directori del Banc de Descomptes sobre Dorrego. De manera que aquest (ja sense opcions militars ni polítiques) va enviar a Tomás Guido i Marcos Balcarce a Rio de Janeiro, on el 27 d'agost de 1828 van signar la Convenció Preliminar de Pau, per la qual reconeixia la Independència de la Banda Oriental com a Estat oriental de l'Uruguai.
Les conseqüències polítiques del tractat van ser nefastes per a Dorrego, ja que l'hi va responsabilitzar per pèrdua de la Banda Oriental. El partit unitari va deslligar una campanya en la premsa per desprestigiar-lo i va començar a idear una revolució per expulsar-lo del govern.
Els unitaris, dirigits per Agüero, del Carril i Varela, van aconseguir comprometre a dos joves generals de l'exèrcit; Juan Lavalle (porteny) i José María Paz (cordobès) que havia integrat des de la seva adolescència l'Exèrcit del Nord. D'acord amb els plans unitaris, Lavalle havia d'imposar-se a Buenos Aires i el litoral i Paz a l'interior. Tots dos derrotarien als cabdills federals i imposarien una organització constitucional centralitzada.

### Govern de Lavalle i nova guerra civil
El 1r de desembre de 1828 va esclatar el cop d'Estat a Buenos Aires; les forces de Lavalle van avançar sobre el centre de la ciutat. Dorrego, sense forces, va fugir a la campanya i en Cañuelas es va reunir amb Juan Manuel de Rosas, comandant general de la campanya.
Lavalle va ser nomenat governador al marge de les lleis vigents. Immediatament va sortir a la campanya i va derrotar a Dorrego a Navarro el 9 de desembre. Rosas es va dirigir a Santa Fe, a la recerca del suport d'Estanislao López, però Dorrego no va voler abandonar la província. Traït per les seves pròpies forces, el governador va ser lliurat a Lavalle, al campament de Navarro. El 13 de desembre va ser afusellat sense judici previ, per ordre del cap unitari, qui va assumir la responsabilitat pel fet. Lluny d'acabar amb el federalisme, l'assassinat de Dorrego donaria inici a una llarga guerra civil, que arribaria a gairebé tot el país.
La Convenció Nacional va declarar fora de llei el govern de Lavalle, mentre López i Rosas van assumir la direcció de l'exèrcit federal que havia d'operar a Buenos Aires.
Lavalle va envair Santa Fe abans de l'organització definitiva de les tropes federals. López, coneixedor del terreny, va eludir el combat i va esgotar a les tropes unitàries en marxes i contramarxes, que finalment van haver de tornar a Buenos Aires. Mentrestant, a l'interior d'aquesta província es generalitzava un alçament de gautxos del camp, que van enfrontar als caps unitaris i els van vèncer repetidament, obligant-los a tancar-se en els voltants de la capital.
López i Rosas van sortir en persecució de Lavalle, derrotant el 26 d'abril de 1829 a la batalla de Puente de Márquez, i posant setge a Buenos Aires. Lavalle, reduït a la ciutat, va disposar la presó dels seus enemics polítics i va organitzar la defensa mitjançant el servei militar obligatori, fins i tot per als estrangers. Aquesta mesura va provocar la intervenció de la divisió naval francesa en el Riu de la Plata, en defensa dels ciutadans francesos, que va incloure la captura de diversos vaixells.
La impopularitat del moviment unitari va començar a manifestar-se a Buenos Aires. El desordre es va apoderar de l'administració; el setge de la ciutat va paralitzar el comerç i va interrompre les relacions amb l'interior. De manera que Lavalle, sense esperances de trencar el setge, va buscar una solució negociada. Alguns unitaris, disconformes, van emigrar; entre ells Rivadavia i Agüero. La retirada de López a la seva província per evitar l'acció de Paz, va deixar a l'exèrcit federal sota la direcció de Rosas.
Després d'algunes mediacions fracassades, Lavalle es va entrevistar amb Rosas en el campament d'aquest. Com a conseqüència, el 24 de juny de 1829 es va signar el Pacte de Cañuelas, pel qual Lavalle es va comprometre a convocar eleccions per integrar la Junta de Representants, la qual designaria al futur governador.
Els unitaris no van acatar l'acordat per Lavalle. Enfortits pel triomf de Paz a Córdoba, van decidir presentar-se a les eleccions amb una llista opositora que va triomfar. Lavalle va anul·lar les eleccions i va signar amb Rosas la Convenció de Barracas, del 24 d'agost de 1829, pel qual es nomenava governador interinament al general Juan José Viamonte, que havia de convocar la legislatura deposada el 1r de desembre anterior. Poques setmanes més tard, Lavalle emigrava a l'Uruguai.

### Primer govern de Rosas

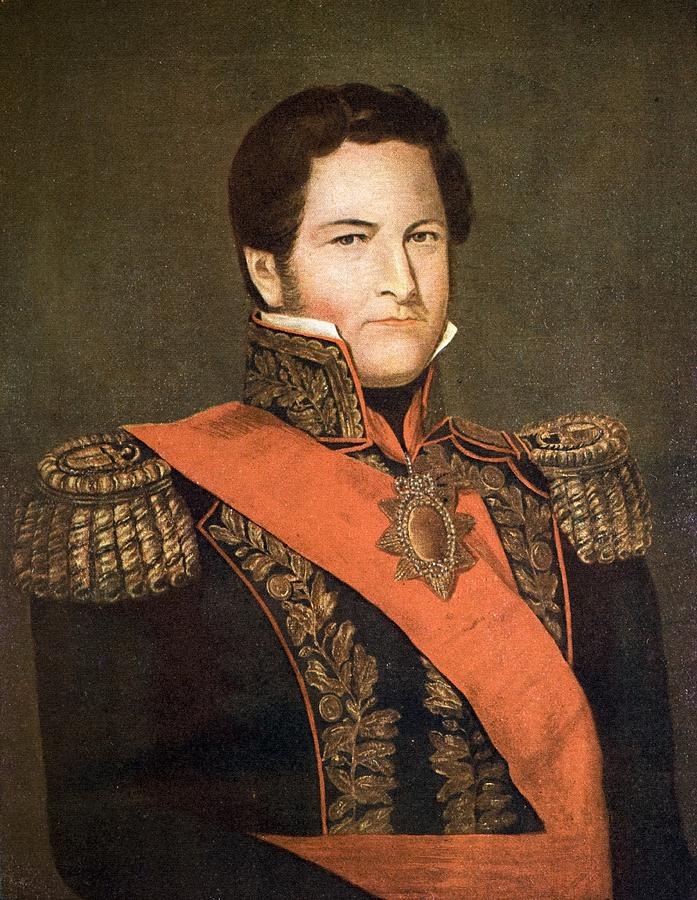
Juan Manuel de Rosas, governador de la província de Buenos Aires

El 1r de desembre, exactament un any després del cop d'estat de Lavalle, la Sala de Representants va tornar a funcionar. Pocs dies després, aquesta elegia governador titular a Juan Manuel de Rosas, al qual (en vista de la situació bèl·lica que es vivia) se li van acordar «totes les facultats ordinàries i extraordinàries que cregués necessàries, fins a la reunió d'una nova legislatura» de govern. No va ser una situació excepcional: a partir del Primer Trumvirat, diversos governs nacionals havien assumit els tres poders. La mateixa Sala de Representants se les havia conferit a Manuel de Sarratea i a Rodríguez el 1820, Lavalle les havia exercit de facto, i a Viamonte els havien estat conferides per la Convenció de Barracas. També van governar amb facultats extraordinàries els governadors de moltes altres províncies en els anys següents.
A més se li atorgava a Rosas el títol de «Restaurador de les Lleis i Institucions de la Província de Buenos Aires».
Rosas va assumir el govern provincial el 6 de desembre. El seu primer acte de govern va ser el pompós trasllat de les restes de Dorrego a la capital, amb la qual cosa es va captar la voluntat del poble humil de la ciutat, al que va sumar la influència que ja tenia sobre la població rural.
En els mesos següents, les províncies del litoral li van conferir a Rosas la delegació de les Relacions Exteriors de totes elles (tal com ho havien fet abans amb Las Heras i Dorrego) per la qual cosa qualsevol tractat amb un altre país, conflicte extern i qualsevol acord comercial era decidit i negociat per ell.
Malgrat les promeses de respectar al partit vençut, Rosas va imposar gradualment la supremacia de l'aliança que l'havia portat al poder, que s'adjudicaria el nom de Partit Federal. Va remoure dels seus càrrecs militars als funcionaris públics, militars i eclesiàstics que havien participat en el cop d'estat i la dictadura de Lavalle. També va establir una severa censura contra els diaris que havien donat suport a Lavalle, que estendria a qualsevol que qüestionés els seus propis actes de govern.
Més tard faria obligatori l'ús de la divisa punzó a tots els militars i empleats públics, de manera que s'identifiqués al Partit Federal amb l'Estat.

### Guerra civil (1829-1831)
Al comandament del segon cos d'exèrcit, el general José María Paz havia arribat des de la Banda Oriental a Buenos Aires al començament de 1829, però no va poder acordar una acció conjunta amb Lavalle. Va seguir camí cap a Córdoba, va vèncer a Bustos a la batalla de San Roque el 23 d'abril i va marxar sobre la ciutat, on va ser designat governador.
Bustos va demanar ajuda a Facundo Quiroga, que va envair Córdoba al mes de juny i va capturar la capital, però poc després va ser derrotat en la batalla de la Tablada, pel que va haver de tornar a la seva província per reorganitzar les seves forces. Les forces de Paz van dur endavant una violenta campanya contra els grups federals de les serralades de Córdoba, mentre unitaris i federals lluitaven pel control de les províncies andines.

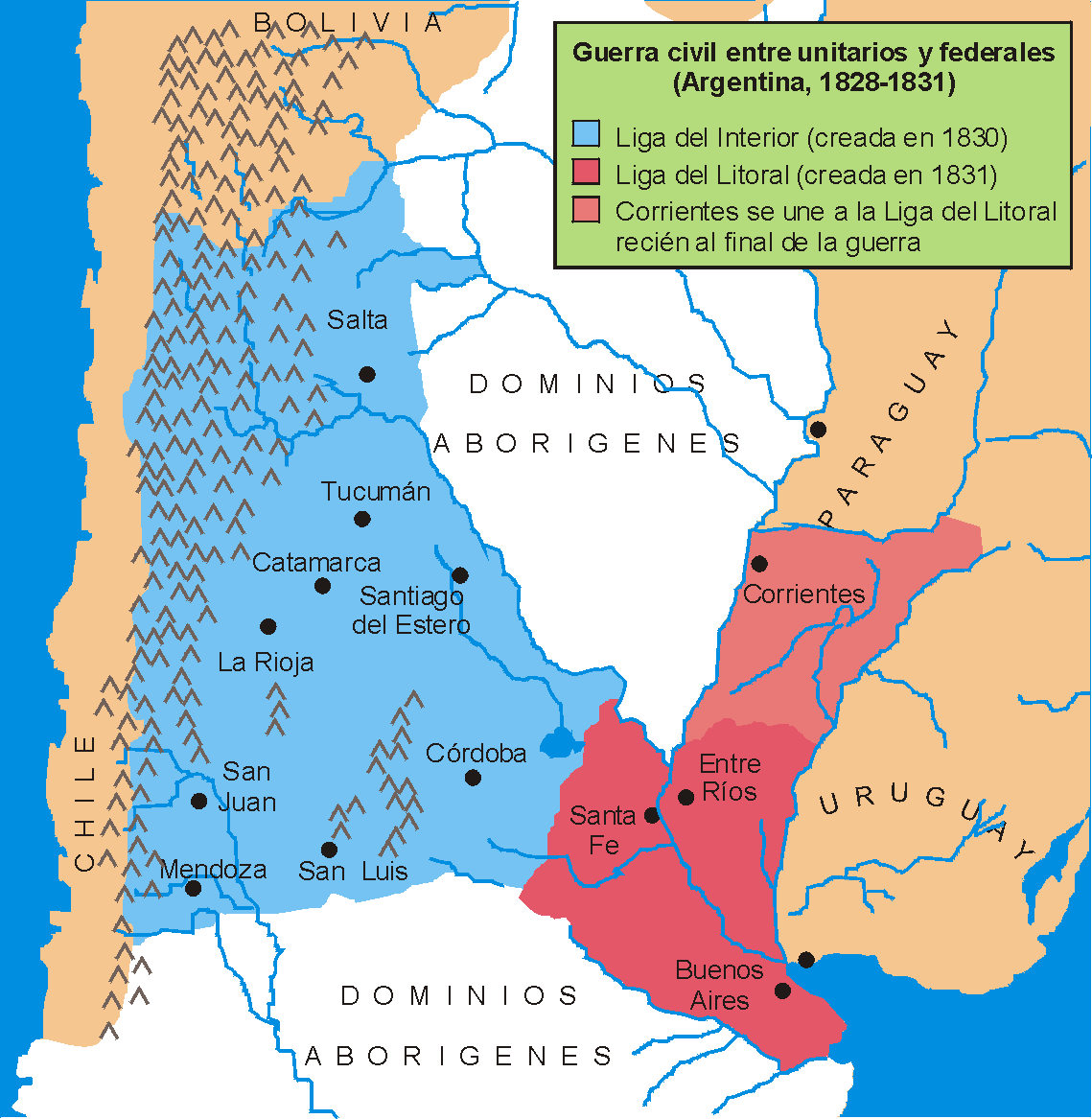
La Lliga de l'Interior i la Lliga del Litoral (1831)

Un cop vençuts els opositors a les seves províncies, Quiroga i Aldao van envair novament Córdoba, però van ser totalment derrotats en la batalla d'Oncativo, el 25 de febrer de 1830. Quiroga va fugir a Buenos Aires, Aldao va ser fet presoner i Bustos es va refugiar a Santa Fe, on moriria poc després.
Paz va enviar forces unitàries a controlar totes les províncies que havien seguit a Quiroga, on van desplaçar als federals del govern. Diversos dels caps d'aquestes forces van ocupar el càrrec de governadors provincials.
Mitjançant els tractats de juliol i agost de 1830, les províncies de l'interior (Córdoba, Tucumán, Salta, Mendoza, San Juan, San Lluis, La Rioja, Santiago del Estero i Catamarca) van signar un tractat pel qual van integrar la Lliga de l'Interior, una aliança ofensiva-defensiva amb el propòsit d'organitzar constitucionalment la Nació. Si bé s'esmentava la reunió d'un congrés i una constitució, de moment s'atorgava tot el poder militar i polític a Paz i es deixava per al futur la decisió sobre sancionar una nova constitució o posar en vigència la de 1826. La Lliga no proposava un sistema polític; tot i que semblava inclinar cap a la forma unitària, era oposada a l'hegemonia de Buenos Aires.
Davant l'ascens de Paz a l'interior, Santa Fe, Entre Ríos i Buenos Aires van signar el Pacte Federal del 4 de gener de 1831, al que poc després s'uniria Corrientes. Establia una aliança defensiva-ofensiva, lliure trànsit de persones i comerç i la creació d'una Comissió Representativa dels governs de les províncies litorals, composta per un representant de cadascuna d'elles, que residiria a Santa Fe. La mateixa tenia les atribucions de celebrar tractats de pau, declarar la guerra i convidar a les altres províncies a unir-se per mitjà d'un congrés que organitzés l'administració general del país sota el sistema federal.
La Comissió va declarar la guerra a Paz i va nomenar a López cap de les forces que havien de enfrontar-lo. Les accions contra Paz es van iniciar simultàniament en diversos fronts; al febrer de 1831 Quiroga va envair Córdoba, ocupant Rio Cuarto i San Lluis. Després de la batalla de Marrada de Chacón va ocupar Mendoza, San Juan i La Rioja. Encara defugint un combat obert davant del seu reeixit enemic, López atacava amb forces montoneras el límit est de Córdoba i montoneras federals van ocupar gradualment l'interior de la província; mentre inspeccionava el front, Paz va ser fet presoner per una partida federal l'11 de maig.
Al capdavant de la Lliga va quedar el general Lamadrid, que va preferir retrocedir cap a Tucumán. Aquesta maniobra va causar la pèrdua de Santiago del Estero i Catamarca sense lluita, de manera que l'exèrcit unitari es va quedar només amb Tucumán, on va ser derrotat per Quiroga a la batalla de la Ciutadella, del 4 de novembre. Lamadrid va fugir a Bolívia i Salta es va rendir sense lluitar.
Acabada la guerra, el federalisme es va imposar a tot el país, sota la dominació de tres dirigents de prestigi interprovincial; López, Quiroga i Rosas. Facundo Quiroga va aconseguir imposar governs addictes o aliats en gairebé totes les províncies de l'interior, però va perdre la seva influència a Córdoba, on va assumir José Vicente Reinafé, que responia a Estanislao López. Els recels entre aquests van afavorir a Rosas, que els va aprofitar per estendre els conflictes al si de la Comissió Representativa, la qual va ser ràpidament dissolta.
És que Rosas considerava inútil sancionar una constitució federal abans de consolidar l'organització interna de les províncies. D'altra banda, la seva província (i ell mateix) es beneficiaven d'una indefinició legal que permetia a Buenos Aires retenir l'hegemonia i la totalitat dels ingressos de la Duana portenya, l'única que comerciava directament amb l'exterior.

### Governs de Balcarce, Viamonte i Maza
Acabat el seu període de govern el 5 de desembre de 1832, Rosas va ser reelegit, però, en no ser-li renovades les facultats extraordinàries, va renunciar en forma indeclinable. Va ser succeït pel general Juan Ramón Balcarce.
Immediatament Rosas va emprendre l'anomenada campanya al desert en territoris del sud de la província de Buenos Aires ocupats per tribus aborígens per tal d'incorporar terres per a la ramaderia i acabar amb els malons que assolaven la frontera. Mentre simultàniament es realitzaven campanyes des de Mendoza, Córdoba i San Luis, amb resultats molt limitats, la columna de Rosas va arribar fins al Rio Negro, incorporant 2900 llegües quadrades de terreny (67.600 km²) i reduint l'acció dels indígenes, cosa que va permetre a Rosas guanyar prestigi polític i el suport dels hisendats i de la població de la campanya.
Durant el govern de Balcarce es va produir una divisió en el partit federal porteny entre els «apostòlics» (partidaris d'un govern fort que donés suport a Rosas) i els «cismàtics» o «doctrinaris» (que aspiraven a l'organització constitucional de la província evitant la concentració del poder). A l'octubre de 1833 va esclatar la Revolució dels Restauradors s'havia anunciat un judici al diari El restaurador de las leyes, i els seguidors de Rosas van fomentar la confusió entre el nom del diari i el títol honorífic usat pel general. L'11 d'octubre va esclatar una revolució popular, recolzada per l'esposa de Rosas, Encarnación Ezcurra i per part de l'exèrcit, que va assetjar la ciutat i va causar la renúncia de Balcarce, que va ser acceptada el 3 de novembre.
El successor de Balcarce va ser el general Juan José Viamonte, més proper a Rosas, però no prou com per tenir el seu suport. Ni tan sols l'expulsió de Rivadavia (que va pretendre tornar al país) li va guanyar la seva confiança.
Per la seva banda, Encarnación Ezcurra va organitzar la Societat Popular Restauradora (organisme integrat per federals apostòlics) amb l'objecte de donar suport a Rosas i pressionar els seus opositors. Els seus integrants pertanyien inicialment a la classe mitjana, però posteriorment es van incorporar a la mateixa membres de les classes adinerades. Van tenir una relació amb una organització parapolicial, La Mazorca, que servia de grup de xoc i pressió per mitjà del terrorisme. La seguretat dels que no es mostressin com incondicionals de Rosas era molt poca; de manera que els federals doctrinaris van començar a emigrar.
Viamonte va renunciar el 1834, i la Sala de Representants va oferir la governació a Rosas, però aquest no va acceptar. D'acord amb les lleis vigents, va haver de fer-se càrrec del govern el president de la Sala, Manuel Vicente Maza, un amic personal de Rosas que es va deixar guiar per aquest sense limitacions.

### Ocupació britànica de les Malvines
Les illes Malvines havien adquirit importància com a punt de recalada. Espanya, descobridora de l'arxipèlag, havia mantingut una població, però aquesta havia estat evacuada a conseqüència de la Guerra del Francès. El 1820, Martín Rodríguez va prendre possessió de les illes i el 1829 Lavalle va emetre un decret que proclamava els drets argentins sobre les illes, nomenant a Luis María Vernet comandant polític i militar. Un grup de colons es va establir a les illes, dedicats a l'explotació del bestiar existent i la pesca.
Quan Vernet va exigir el pagament de drets de pesca a les naus estrangeres, la fragata estatunidenca USS Lexington (com represàlia), el 1831 va saquejar Puerto Soledad i va capturar als pobladors. El reclam argentí va ser rebutjat, de manera que el cònsol estatunidenc va ser expulsat de Buenos Aires, interrompent les relacions diplomàtiques.
Gran Bretanya, interessada per les illes, va aprofitar el moment per ocupar-les. La fragata anglesa HMS Clio es va presentar a Puerto Soledad i va intimar a la rendició. Així, el 1833, els britànics, amb forces molt superiors, van prendre possessió de les illes sense combatre. Els reclams de Buenos Aires no van obtenir resposta satisfactòria alguna; però, les relacions diplomàtiques i comercials no es van interrompre.

### Guerra civil al Nord i assassinat de Quiroga

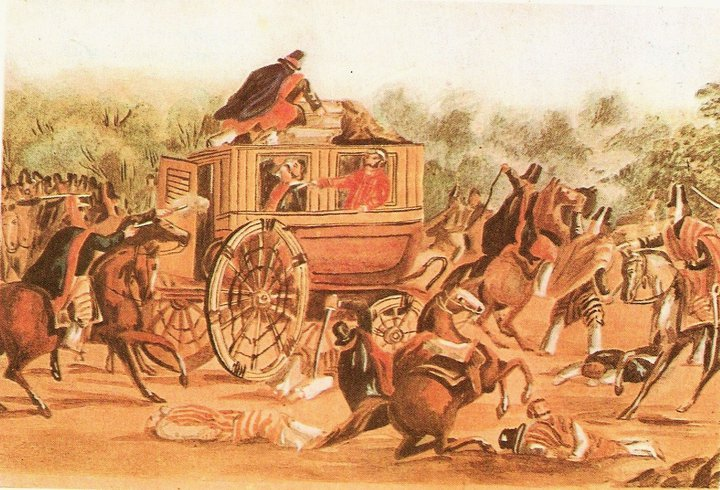
Assassinat de Facundo Quiroga a Barranca Yaco

Durant els anys que van seguir la derrota unitària, les províncies es van mantenir en general en pau. Una de les úniques excepcions va ser la província de Córdoba, on va fracassar una revolució contra el governador José Vicente Reinafé i els seus germans, auspiciada per partidaris de Facundo Quiroga. A Tucumán i Salta es van succeir revolucions infructuoses, que van portar a la ruptura dels governadors de sengles províncies, Alejandro Heredia i Pablo Latorre. A finals de 1834 va esclatar una revolució a San Salvador de Jujuy, que aspirava a separar-se de la província de Salta, i Heredia va prendre partit per ella, envaint Salta en suport dels jujenys; Latorre va demanar ajuda a Buenos Aires.
Maza va optar per consultar la situació amb Rosas i Facundo Quiroga (establert a Buenos Aires) abans de decidir quina actitud prendre, ja que existia la sospita que s'hagués format un grup partidari de la secessió a les províncies del nord. Finalment, a comanda del primer, va enviar a Quiroga a intervenir entre els dos governs, mentre Rosas li demanava que fes veure els pobles que no era temps per a l'organització constitucional.
Mentre Quiroga estava en camí, la guerra es va definir amb el triomf de Tucumán i el governador salteny va ser fet presoner i assassinat. En arribar a Santiago del Estero, Quiroga va aconseguir la signatura d'un tractat entre el governador local Ibarra, Heredia i un representant de Salta, pel qual es restablia la pau i es reconeixia l'autonomia de la recentment fundada província de Jujuy.
Al retorn de la seva missió, una partida de milicians va atacar la galera en què viatjava Quiroga i el va assassinar al paratge anomenat Barranca Yaco (jurisdicció de Córdoba) el 16 de febrer de 1835. A ningú li va escapar que es tractava d'un crim polític, i totes les acusacions es van centrar en els germans Reinafé.

## La Confederació rosista (1835-1852)
La notícia de l'assassinat de Quiroga va commoure a Buenos Aires; Maza va renunciar al seu càrrec, i la Sala de Representants, davant la por de l'anarquia, va designar a Rosas governador per un termini de cinc anys. A la seva comanda, li va atorgar la suma del poder públic; exerciria a discreció el poder executiu i podia intervenir en el legislatiu i el judicial.

### Segon govern de Rosas
Atès que el poder que se li atorgava era fora del normal, Rosas va demanar a la Sala de Representants que es convoqués a un plebiscit per ratificar aquesta decisió; el mateix va ser organitzat a la ciutat, ja que la Sala va considerar que a l'interior de la província el suport a Rosas no podia ser qüestionat; el resultat va ser aclaparador: de 9.316 sufragis, només 4 es van manifestar en contra.
Va sorgir llavors una dictadura legal, ja que la concentració de poders es basava en una llei de la Sala de Representants confirmada pel vot dels ciutadans. La Sala de Representants va continuar existint, i el governador i els seus ministres enviaven periòdicament informes sobre la seva actuació. Cada any es van celebrar les eleccions dels seus integrants, en què es presentava únicament la llista de candidats oficialistes, personalment elaborada per Rosas. Durant les successives crisis, alguns dels seus membres van manifestar algun tipus d'oposició parcial a les gestions del govern. Després de cada elecció, Rosas presentava la seva renúncia al càrrec de governador, i la sala el tornava a elegir, confirmant la continuïtat de la suma del poder públic. Amb el pas del temps, els legisladors van ser elegits cada vegada més per la incondicionalitat a la persona de Rosas, i els gestos d'autonomia dels legisladors es van fer més esporàdics, fins a desaparèixer del tot.
Per la seva banda, Rosas, cada vegada més metòdic i acurat en el maneig de les finances, publicava cada any l'estat de la Hisenda Pública a la Gaseta Mercantil.
Rosas va restablir l'ús de la divisa punzó i va perseguir als enemics polítics; La Mazorca va incrementar la seva acció contra els opositors, molts dels quals es van veure obligats a emigrar. La major part dels emigrats es van concentrar a Montevideo; allà van recalar els antics unitaris emigrats en 1829, els federals cismàtics a partir del 1833, i els joves de la generació del 37.
Nombrosos jutges van ser remoguts, i Rosas es va ocupar personalment de les causes que considerava importants, casos per als quals nomenava jutges ad hoc, sota la seva supervisió personal. No obstant això, els tribunals de justícia van mantenir una certa independència, especialment en assumptes sense rellevància política.
El rosisme va accentuar el caràcter tel·lúric i nacionalista del federalisme porteny, oposat als ideals europeus de Rivadavia, que havia mancat de suport majoritari. El govern rosista es va caracteritzar per comptar amb un gran suport per part del poble; hacendados, comerciants, vells militars de temps de la Independència, sectors mitjans i baixos van donar suport incondicionalment al «restaurador de les lleis». Els grans terratinents i comerciants es van beneficiar econòmicament amb l'exclusivitat de la Duana portenya i la venda de terres públiques. A les ciutats, Rosas compartia balls, festes i jocs amb els sectors baixos de la societat, els qui ho sentien proper a ells. Rosas va establir el paternalisme polític, és a dir, el generar en les classes baixes el sentiment de ser un «pare» que té cura, coneix i protegeix als seus «fills».

### L'interior a la dècada del 1830
La guerra civil de 1834 al nord i la mort de Quiroga van generar una sèrie de canvis polítics importants en gairebé totes les províncies de l'interior. A Córdoba, els Reynafé van ser arrestats i portats a Buenos Aires, on van ser executats pel crim sobre Quiroga; després de diversos interinitats, va assumir el comandament Manuel "Quebracho" López, un cap militar directament vinculat a Rosas. La influència d'Estanislao López en aquesta província, a Santiago del Estero i en Entre Ríos es va esfumar del tot, i el seu poder va quedar limitat només a Santa Fe. Ibarra i Pascual Echagüe, governadors de les altres dues províncies esmentades, van ingressar obertament en l'òrbita de Rosas.
Mendoza, La Rioja, San Lluis i Corrientes van romandre com a aliades de Rosas, encara que el seu desenvolupament polític no va estar influenciat per aquest. En San Juan, en canvi, el governador Martín Yanzón va pretendre heretar la influència de Quiroga i va envair La Rioja; la seva derrota va significar la seva caiguda i l'ascens de Nazario Benavídez, un altre militar directament vinculat a Rosas.
Les províncies del nord-oest van quedar sota l'òrbita d'Alejandro Heredia, que va passar a ser conegut com el "Protector del Nord" i va ser l'únic líder regional capaç de posar alguna mena de fre a les pretensions hegemòniques del governador porteny.
Sense constitució, per mera delegació de les atribucions de les províncies, i per acció pròpia, Rosas va exercir de fet el poder nacional, recolzat en la força de Buenos Aires. Va imposar una organització nacional de fet, invocant el Pacte Federal de 1831 com a única font legal de les relacions interprovincials. Al llarg de tot el seu govern va mantenir la seva posició sobre la inconveniència de reunir un congrés i sancionar una constitució.
Sota el nom de federació, va realitzar una política d'intensa intervenció en les províncies, utilitzant des del suport polític i financer a la persuasió, l'amenaça i l'acció armada.
En resposta a les pressions de les províncies, la província de Buenos Aires va sancionar la Llei de Duana de 1835, que imposava majors taxes duaneres a gran quantitat de productes industrials importats, amb la idea d'evitar la competència amb les indústries i artesanies locals.

### De les Províncies Unides a la Confederació Argentina
Des de l'inici de la dècada de la independència, el país que actualment es coneix com l'Argentina havia utilitzat el nom de «Províncies Unides del Riu de la Plata» (un altre nom que va ser utilitzat va ser el de «Províncies Unides de Sud Amèrica»), entre altres documents, en la Declaració d'independència de l'Argentina i com Províncies Unides de Sud Amèrica en la Constitució de 1819. Aquest nom va seguir sent usat en els escassos tractats en què es va utilitzar el nom del país després de la crisi del 1820.
El Congrés de 1824 va iniciar les seves sessions en nom de les Províncies Unides, i el president Rivadavia va assumir com a president de les Províncies Unides del Riu de la Plata; el nom d'«Argentina» ja havia estat utilitzat en escassos documents privats, i en l'Himne Nacional, però la seva utilització era esporàdica. No obstant això, al sancionar-se la Constitució de 1826, el país es va anomenar «República Argentina». Des de llavors es va anar popularitzant l'ús de l'expressió «Argentina», i diversos dels tractats interprovincials es van fer entre províncies que es deien a si mateixes «argentines». No obstant això, l'ús del terme «República Argentina» no va aconseguir a generalitzar-se; el Pacte Federal feia servir les paraules «Estat Argentí» i «República» repetidament, però en cap cas juntes.
Amb el triomf de les províncies federals a finals de 1831, va començar a generalitzar-se l'expressió «Confederació Argentina»; no obstant això, encara en 1836 la seca de La Rioja va continuar emetent moneda amb el nom de «Províncies Unides del Riu de la Plata» com a mínim fins a 1836. L'arribada al poder de Juan Manuel de Rosas, i el seu progressiu domini sobre les províncies popularitzaria ràpidament el nom de «Confederació Argentina», que desplaçaria a les altres opcions a principis de la dècada del 1840.
La Constitució de 1853 acabaria per oficialitzar el nom de «Confederació Argentina».

### Guerra contra Bolivia
El 1836 es va organitzar la Confederació Perú-Boliviana, presidida per Andrés de Santa Cruz, que poc després va entrar en guerra amb Xile. El govern xilè va acusar Santa Cruz de planejar annexar les províncies del nord argentí; d'altra banda, Bolívia era un dels països amb major quantitat d'emigrats unitaris, i des d'aquest país s'havien produït diverses invasions a Salta i Tucumán. El 19 de maig de 1837, Rosas va declarar la guerra a la Confederació Perú-Boliviana.
El pes de les guerres va recaure en les províncies del nord-oest argentí; Rosas es va limitar a enviar-li alguns oficials i peces d'artilleria. Les operacions van començar a l'agost de 1837 quan tropes confederades peruanes-bolivianes van envair la major part de la Puna de Jujuy i el nord de la província de Salta, continuant amb una sèrie de combats i escaramusses entre les dues forces, tots ells sense resultats concloents.
Les operacions dirigides per Alejandro Heredia, governador de Tucumán i comandant de l'Exèrcit Argentí del Nord, no van aconseguir definir el conflicte. Al maig i juny de 1838 l'exèrcit peruà-bolivià va derrotar a les tropes de Rosas en una sèrie de trobades menors, sent el més important el Combat de Montenegro o Combat de la Costa de Coyambuyo, que va provocar en la pràctica la retirada argentina de la contesa.
A partir de llavors, l'exèrcit argentí va mantenir una postura defensiva, encara que l'estat de guerra va continuar fins a la victòria de l'exèrcit restaurador xilè-peruà en la batalla de Yungay, que va posar fi a la Confederació Perú-Boliviana. Rosas no va aprofitar la victòria per reincorporar la província de Tarija, la possessió del qual reclamava, deixant pendent el conflicte.

### La generació del 37 i el bloqueig francès
Els joves de la generació de maig havien arribat a l'edat adulta, i en la dècada del 1830 va aparèixer una nova generació de joves, formada per nascuts al segle xix, i especialment durant la dècada de la independència. La Generació del 37 és el nom que es va donar posteriorment als escriptors i intel·lectuals d'aquesta generació, molts d'ells viatgers a l'exterior, educats en universitats, i amb ideals romàntics i liberals. Esteban Echeverría, un dels seus membres de més edat, va crear un grup que es reunia a la rebotiga de la llibreria de Marcos Sastre per a discutir sobre literatura i art, però també sobre temes polítics. Apassionats per les novetats arribades d'Europa, i distanciats de la tradició espanyola, no eren necessàriament opositors a Rosas.
En 1837, enmig del conflicte amb Bolívia, alguns ciutadans francesos van ser obligats a prestar servei militar, i César Hipólito Bacle va ser arrestat per donar suport al govern de Santa Cruz. El vicecònsol Aimé Roger va exigir la llibertat de tots ells, al que el ministre de relacions exteriors de Rosas, Felipe Arana, es va negar. La resposta francesa, dictada per la ideologia imperialista predominant en aquest moment a França més que per raons diplomàtiques, va ser el bloqueig de Buenos Aires i els rius Paraná i de la Plata, proclamat a finals de març de 1838.
Per reforçar el bloqueig, l'esquadra francesa va ocupar la illa Martín García. Quan va pretendre suport naval des de Montevideo i Colònia, el president uruguaià Manuel Oribe ho va negar; de manera que els francesos van començar a donar suport al general Fructuoso Rivera, que s'havia llançat a una revolució, i van pressionar a Oribe. Els exiliats a Montevideo, enemics de Rosas, es van quedar del costat de Rivera. França, per la seva banda, va estendre el bloqueig als ports uruguaians i es va apoderar de l'esquadra d'Oribe. El president es va veure obligat a renunciar, i es va refugiar a Buenos Aires; Rivera va assumir la dictadura.
L'agressió francesa va obligar els joves romàntics a triar entre la «civilització» (el màxim representant era França) i el govern del seu país; la major part d'ells es van posar del costat de França i van criticar la postura de Rosas. Echeverría va fundar l'Associació de la Jove Argentina (posteriorment Associació de Maig) amb fins de reflexió i propaganda política. En el seu ideari, renegaven formalment dels partits unitari i federal, i proposaven solucionar els problemes del país per mitjà de la llibertat, igualtat i fraternitat proclamades per la revolució francesa. Alguns dels joves van fundar filials a l'interior del país: Domingo Faustino Sarmiento i Antonino Aberastain van crear una a San Juan, Benjamín Villafañe i Félix Frías a Tucumán, i José Francisco Álvarez i Ramon Ferreyra van crear la de Córdoba.
La Societat Popular Restauradora va començar a pressionar sobre els joves romàntics, i alguns d'ells van ser atacats per La Mazorca; alguns d'ells van emigrar a Montevideo o a Xile. Alguns grups ocultament dissidents, només marginalment relacionats amb l'Associació de Maig, van romandre a l'expectativa.

### Augment dels conflictes

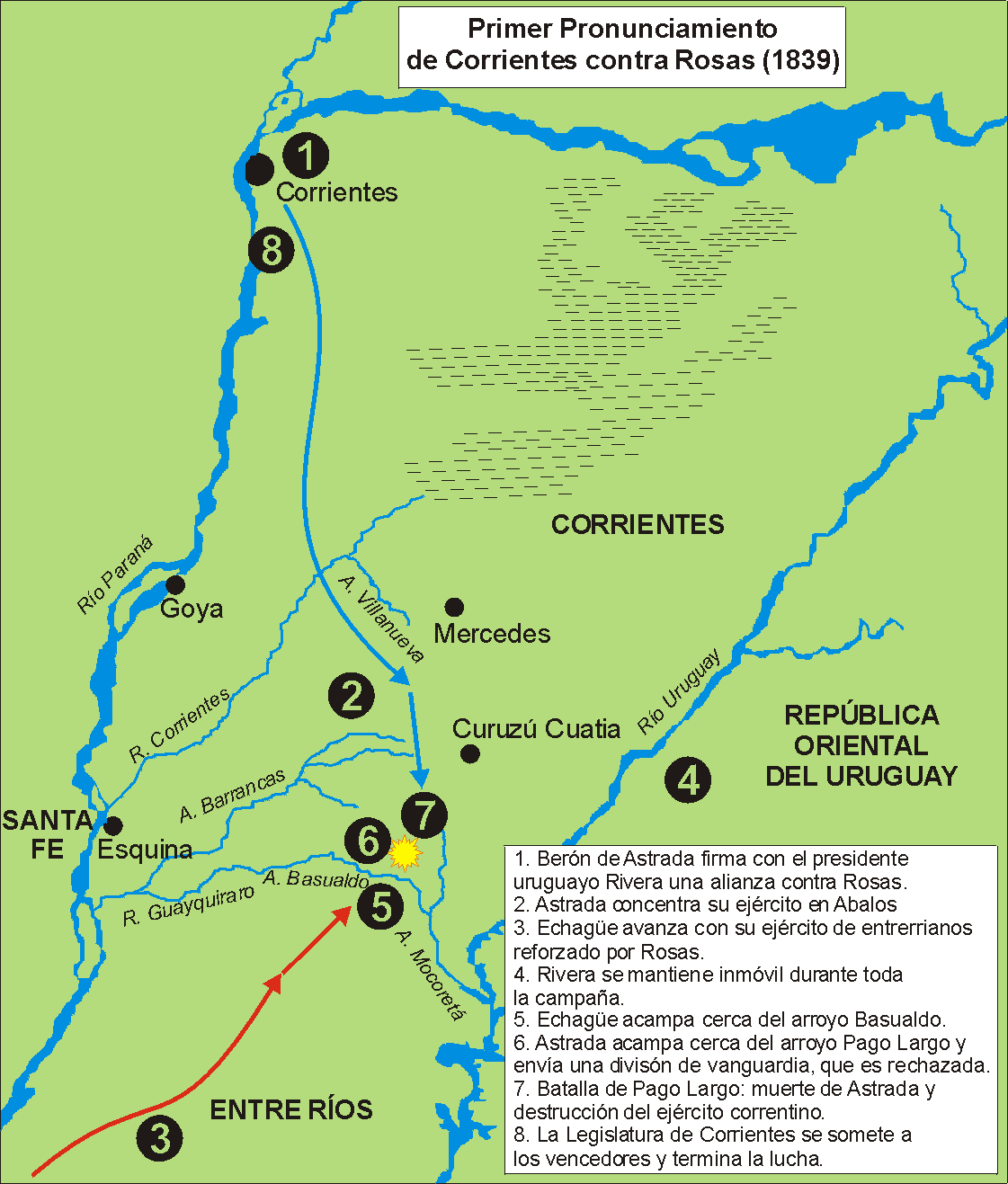
Campanya del Primer Exèrcit Alliberador Correntí (1839)

A Buenos Aires i el Litoral, el bloqueig va causar enormes trastorns; els productes exportables s'acumulaven a les barraques, de manera que els estanciers no podien vendre els seus productes. El descontentament es va estendre, però Rosas va pretendre resoldre part dels problemes financers que li causava el bloqueig exigint el pagament dels cànons endarrerits dels camps en emfiteusi; els estanciers, sense ingressos pel mateix bloqueig, van haver de endeutar-se o malvendre el seu bestiar per pagar-los.
Amb la intenció de resoldre la crisi en el que afectava a la seva província, Estanislao López va enviar a Buenos Aires al seu ministre Domingo Cullen; amb autorització del vell cabdill o sense ella, Cullen va passar per sobre de Rosas i es va entrevistar amb el cap de l'esquadra francesa, demanant l'aixecament del bloqueig per a la seva província i oferint retirar l'encàrrec de les relacions exteriors a Rosas. Però en aquest moment va morir López, amb el que Cullen va haver de fugir a Santa Fe. Allà va aconseguir ser elegit governador.
Cullen es va posar en contacte amb el governador correntí Genaro Berón de Astrada per combinar algun tipus de moviment contra Rosas. Abans que aquestes negociacions arribessin a res concret, Echagüe i Rosas van pressionar sobre la legislatura santafesina i van aconseguir l'enderrocament de Cullen; aquest va fugir a Santiago del Estero.
Berón de Astrada es va pronunciar contra Rosas i va organitzar un exèrcit provincial; Echagüe va envair Corrientes i el va derrotar al març de 1839. Després de deixar en Corrientes un govern federal, Echagüe va tornar a la seva província i va envair l'Uruguai, per enfrontar a Rivera, que havia prestat ajuda a Berón de Astrada.
A Buenos Aires, un grup de descontents va intentar enderrocar a Rosas; el responsable va ser descobert i afusellat, i el seu pare, l'exgovernador Manuel Vicente Maza, va ser assassinat. Diversos estanciers del sud de la província es van llançar a la revolució, anomenada els Libres del Sur (Lliures del Sud). El general Lavalle s'havia traslladat amb alguns centenars de voluntaris a Martín García (ocupada per França) i havia promès ajuda als Lliures del Sud. Els estanciers no el van esperar i van avançar cap a Buenos Aires, al capdavant d'alguns centenars de gautxos, però van ser derrotats en la batalla de Chascomús.
Assabentat que Echagüe havia envaït l'Uruguai, Lavalle va envair al seu torn (amb vaixells francesos) la província d'Entre Ríos; va derrotar el governador delegat i va recórrer tota la província buscant suports. En no aconseguir-los, es va traslladar a Corrientes, on el governador Pedro Ferré s'havia pronunciat contra Rosas. Allí va formar un segon exèrcit.
Mentrestant, els problemes es multiplicaven al nord. A finals de 1838 va ser assassinat Alejandro Heredia, passant el control de Salta i Tucumán a líders unitaris. Des de Santiago del Estero, Cullen va organitzar dues revolucions a Córdoba; vençudes aquestes, Ibarra va enviar a Cullen a Buenos Aires, on Rosas el va fer afusellar.
En els últims dies de 1839, Echagüe va ser derrotat en la batalla de Cagancha, no lluny de Montevideo, i va fugir a Entre Ríos, portant amb ell a Oribe.

### Guerra civil (1840-1843)

El 1840, les províncies conformades en la Coalició del Nord (blau) i les províncies conformades en la Lliga Federal (lila), liderades per Juan Manuel de Rosas, eren part de la Confederació Argentina

Els nous governants del nord-oest (principalment José Cubas, de Catamarca, i Marco Avellaneda, de Tucumán) van organitzar la Coalició del Nord per fer front al governador porteny. Quan l'exèrcit correntí de Lavalle va envair novament Entre Ríos, Tucumán es va pronunciar contra Rosas, va posar el seu exèrcit al comandament del general Lamadrid i va formar amb les províncies veïnes la Coalició del Nord. El comandant nominal del seu exèrcit era el governador de La Rioja, Tomás Brizuela. L'únic governador que va romandre fidel a aquest va ser Ibarra, de Santiago del Estero; per això es van llançar tres invasions en contra seva, sense cap resultat.
Lavalle va recórrer Entre Ríos de nord a sud, però va ser derrotat en el mes de juliol per Echagüe; refugiat a Punta Gorda, va embarcar les seves tropes a l'esquadra francesa. Els seus perseguidors van pensar que es retirava a Corrientes o a l'Uruguai, però el 1r d'agost va desembarcar a San Pedro, al nord de la província de Buenos Aires.
Amb cavalls aportats per alguns estanciers amics, va avançar sobre Buenos Aires. Però la seva invasió no tenia suport popular algun; ningú es va unir al seu exèrcit, i en canvi el coronel Pacheco, cap de l'exèrcit porteny, el va anar envoltant amb les seves tropes.
De manera que va retrocedir i va perseguir al governador santafesí Juan Paz López fins a la ciutat de Santa Fe, que va ocupar després ferma resistència. Allà es va assabentar de la signatura del tractat Arana-Mackau; per pressió d'Anglaterra a França, s'havia pactat la fi del bloqueig francès al Riu de la Plata; Rosas havia cedit pel que fa a indemnitzacions i al tracte als ciutadans francesos, però no a concessions territorials, comercials, ni de lliure navegació interior.
A Buenos Aires, la retirada de Lavalle va ser seguida de la implantació del terror sistemàtic per part de La Mazorca: en pocs dies van ser assassinats més de vint ciutadans respectables, i centenars de cases van ser saquejades. Ni tan sols Rosas controlava la situació, de manera que va trigar algunes setmanes a ordenar el final de les persecucions; va ser obeït.
Per la seva banda, Lamadrid havia envaït i ocupat Córdoba, de manera que Lavalle va marxar a la seva trobada. En el camí va ser derrotat per les forces federals (al comandament de l'oriental Manuel Oribe) a la batalla de Quebracho Herrado, el 28 de novembre de 1840. Lavalle i Lamadrid no van poder posar-se d'acord en res, excepte en retrocedir: Lavalle a La Rioja i Lamadrid a Tucumán. Després de diverses derrotes successives, Lavalle va quedar al capdavant del seu exèrcit a Tucumán, mentre Lamadrid va marxar cap a Cuyo.
Pacheco va perseguir a Lamadrid fins a Cuyo; allí els unitaris van obtenir la seva última victòria en la batalla d'Angaco, abans de ser definitivament derrotats en la batalla del Rodeo del Medio, del 24 de setembre de 1841. Lamadrid i els seus homes van fugir cap a Xile. Pocs dies abans, Lavalle va ser derrotat per Oribe en la batalla de Famaillá, en retirada cap al nord, i va ser mort per casualitat per una partida federal. Gran part de les seves tropes van fugir cap a Bolívia, portant el cadàver del seu cap. També Catamarca va ser ocupada, i Cubas i Avellaneda van ser executats.
La resta dels correntins de Lavalle va creuar el Chaco, per incorporar-se a un nou exèrcit correntí, que havia format el general Paz. Aquest va derrotar a Echagüe en la batalla de Caaguazú i va envair Entre Ríos, mentre Rivera feia el mateix prop de l'actual Concòrdia. Però els entrerrians van elegir governador a Justo José de Urquiza i van obligar a Paz a abandonar Paraná; acabaria refugiat a Montevideo.
De retorn a Santa Fe, Oribe va derrotar a Juan Paz López (que havia canviat de bàndol) i va avançar sobre les forces uruguaianes i correntines al comandament de Rivera, a les quals va derrotar en Arroyo Grande, al desembre de 1842. Uns dies més tard, Corrientes tornava a caure en mans federals.
Oribe va envair l'Uruguai, al comandament de tropes argentines i uruguaianes. Tota l'Argentina estava novament en mans federals.

### L'economia a la dècada del 1840
L'economia rosista es va basar en l'expansió de la ramaderia i l'exportació de cuir, salaó i sèu. Després d'un període d'estancament relatiu a la dècada anterior, la dècada del 1840 va ser especialment favorable al creixement de la ramaderia al litoral. La província de Buenos Aires va ser la principal beneficiaria d'aquest creixement, principalment perquè el govern porteny va conservar el privilegi del control dels rius interiors i va concentrar tot el moviment portuari i duaner a la capital.
Les comunicacions no van patir gairebé canvis des de fins de l'època colonial; les grans carretes d'un sol eix tirades per bous eren el mitjà de transport terrestre habitual, i l'únic útil per a transport de mercaderies. Van començar a difondre les galeres, però la majoria dels camins no eren aptes per a la circulació; només el Camino Real que conduïa de Buenos Aires a Córdoba, i d'allí a Tucumán, era recorregut habitualment per galeres.
El creixement econòmic va permetre diversificar les activitats industrials i artesanals a la ciutat capital; no obstant això, no hi va haver desenvolupament d'indústries fora de les lligades a la producció rural: salaó, cuir i molins. El creixement d'aquest últim permet suposar que la «ciutat carnívora» estava començant a incorporar major quantitat de pa a la seva dieta.
En 1836, Rosas va decidir convertir el Banc Nacional (fundat en l'època de Rivadavia) en un banc estatal, anomenat Casa de Moneda; va ser l'antecedent inicial de l'actual Banc de la Província de Buenos Aires.
Un incipient proteccionisme va tenir lloc amb la Llei de Duana de 1835, per la qual es augmentaven els aranzels de la Duana per a una gran quantitat d'articles artesanals o industrials. Però aquesta llei no va tenir aplicació continuada, de manera que els seus efectes a l'interior del país són molt difícilment mesurables.
Els subsidis que va atorgar a algunes províncies estaven orientats a sostenir als seus governs i exèrcits, no a l'economia local. De totes maneres, el creixement econòmic del litoral fluvial va arrossegar un cert creixement de les economies de l'interior, que proveïen de certes mercaderies a aquell.
L'estricte control que Rosas va imposar (fins i tot personalment) a les despeses públiques, i la seva negativa a permetre emissions de paper moneda sense aval li van permetre a la província de Buenos Aires mantenir equilibrades les seves finances, encara en els períodes en què aquestes es van veure afectades per els bloquejos navals.

### Cultura i educació a l'època de Rosas
Per reduir despeses, Rosas va anul·lar la major part del pressupost dedicat a l'educació. En 1838 es va suprimir a Buenos Aires l'ensenyament gratuït i els sous dels professors universitaris.
No obstant, la Universitat de Buenos Aires i l'actual Col·legi Nacional de Buenos Aires es van mantenir en activitat per mitjà del arancelament dels seus estudiants, i de les seves aules van sortir els membres de l'elit portenya del període següent, la majoria dels quals serien detractors acèrrims de Rosas.
A més existia la Universitat de Córdoba, regentada per religiosos catòlics, que atorgava títols en dret canònic i civil.
A Buenos Aires, l'educació secundària va estar distribuïda entre diversos col·legis, entre els quals el més prestigiós era el Col·legi de Sant Ignasi, dels jesuïtes, que (quan aquests van ser novament expulsats) es va transformar en el Col·legi Republicà Federal, regentat per l'antic jesuïta Francisco Magesté. Però també hi havia diversos col·legis privats, com el que dirigia Alberto Larroque. A l'interior hi havia col·legis secundaris en la majoria de les capitals provincials; el més antic i prestigiós era el Col·legi Nacional de Monserrat; en algunes d'elles era especialment prestigiosa l'educació brindada pels convents, com el franciscà de San Fernando del Valle de Catamarca.
El periodisme va patir les conseqüències de les persecucions de Rosas; es va seguir publicant la Gazeta de Comercio, hereva de l'antiga Gazeta de Buenos Ayres, i diversos altres diaris, invariablement oficialistes i, en molts casos, directament obedients cap Rosas. El periodista Luis Pérez va publicar diversos diaris d'inspiració popular en suport a Rosas. Entre les publicacions de caràcter informatiu, es van destacar el British Packett and Argentina News (editat per la comunitat de comerciants britànics), i el Archivo Americano y espíritu de la prensa del mundo (editat per Pedro de Angelis) i El Diario de la Tarde (editat per Pedro Ponce i Federico de la Barra). Només en algunes províncies de l'interior es van publicar alguns diaris; Córdoba i Mendoza, províncies on aquesta activitat s'havia desenvolupat més que en altres, gairebé no van tenir activitat periodística a causa del temor causat per «Quebracho» López i José Félix Aldao a l'oposició que pogués fer-se'ls per la premsa. Es destaca, en canvi, la premsa opositora que va existir a Corrientes durant els períodes en què la província va estar enfrontada amb Rosas. Entre els periodistes que van destacar a l'interior, es pot esmentar a Marco Sastre i Severo González (federals) a Santa Fe, i Juan Thompson, Manuel Leiva i Santiago Derqui (antirrosistes) a Corrientes.
La literatura del període va ser notòriament escassa, amb excepció de la que van produir els membres de la Generació del 37.
La música, en canvi, va tenir un moment de brillantor particular, arribant amb Juan Pedro Esnaola a assolir certa autonomia de les escoles musicals europees.
Per la seva banda, també la pintura va aconseguir iniciar una producció autònoma, especialment en el camp del retrat, el paisatgisme i la pintura històrica; seus representants més destacats van ser Prilidiano Pueyrredón i Carlos Morel, i els europeus Ignacio Baz, Charles Henri Pellegrini i Amadeo Gras.

### L'Església catòlica
Tot i la tolerància religiosa iniciada per Rivadavia (i continuada per Rosas), l'Argentina seguia sent essencialment un país catòlic. L'Església catòlica tenia una importància cabdal en la formació de consciències socials i en l'educació, de manera que les relacions dels governs amb ella era una part fonamental del govern i l'acció política.
Continuant amb la tradició de l'antic règim i restaurada per Rivadavia, Rosas considerava l'Església com a part de l'aparell de l'estat. Però Rosas s'identificava a si mateix amb el govern, l'estat, el país i la Nació, i va buscar la legitimació del seu sistema a través de la defensa de l'Església. Durant el seu govern, el color vermell va punyir en tots els aspectes de la vida, i els altars van ser vestits permanentment amb aquest color; els capellans rectors cridaven a la feligresia a defensar la «Santa Causa de la Federació», i el retrat de Rosas solia estar exposat al costat de les imatges dels sants.
Per garantir el suport de l'Església, havia de garantir el seu propi control sobre la mateixa la mateixa; per això va sostenir el seu dret a exercir al Patronat Eclesiàstic com a continuador del Patronat Reial de l'època colonial. Tot el període va ser un llarg estira i arronsa entre l'autoritat papal i l'autoritat de Rosas, i el mateix va passar a les províncies. Ja durant la governació de Viamonte s'havia discutit l'autoritat del Papa per nomenar per si mateix bisbes en l'Argentina; en el «Memorial Ajustat» de 1834, la majoria dels juristes consultats contestaven que aquest dret li corresponia al govern.
El Papa va resoldre aquesta limitació nomenant un seguit de bisbes titulars (llavors anomenats bisbes in partibus infidelium, és a dir assignats a seus que estaven «en mans d'infidels» a Àsia i Àfrica) per exercir com a vicaris apostòlics. Rosas va reconèixer al primer d'aquests, Mariano Medrano com a bisbe de Buenos Aires el 1830, amb la qual cosa es van normalitzar les relacions amb la Santa Seu, que estaven tallades de fet des de la guerra d'independència.
El Papa va crear també la diòcesi de Sant Juan de Cuyo, per la qual van ser nomenats bisbes Justo Santa Maria de Oro i posteriorment José Manuel Quiroga Sarmiento. Per a la diòcesi de Córdoba va nomenar a Benito Lascano, que entraria repetidament en conflictes amb «Quebracho» López abans de morir en 1836; aquest mateix any va ser elevat al bisbat de Salta José Agustín Molina, que va morir dos anys més tard. Cap dels dos seria reemplaçat en tot el període.
Rosas va tornar alguns dels béns confiscats per la reforma rivadaviana a les ordes religioses. En 1836 va convocar els jesuïtes a tornar al seu país; aquests van obrir el Col·legi de Sant Ignasi i diversos més a l'interior. No obstant això, no va aconseguir utilitzar-los per als seus fins de propaganda política, de manera que va acabar per expulsar-los de nou a l'octubre de 1841. Els governs provincials també van considerar prudent expulsar-los.

### Montevideo, Corrientes i el Gran Bloqueig
Vençuda la resistència a l'interior de l'Argentina, Rosas va enviar els seus exèrcits a Montevideo, on s'agrupaven la majoria dels seus enemics; Oribe seguia considerant-se president de l'Uruguai, i va ocupar l'interior d'aquest país sense problemes. L'abril del 1843 va posar setge a Montevideo, però (amb el suport de les esquadres europees, i amb reforços de tropes i voluntaris estrangers) la ciutat va resistir el setge.
En l'Argentina, hi va haver alguns alçaments a l'interior, i certs caps militars, com Chacho Peñaloza van envair amb algunes forces des de Xile, però van ser vençuts amb facilitat.
Per la seva banda, Corrientes va tornar a aixecar-se sota la direcció de Joaquín i Juan Madariaga.
El Paraguai es veia perjudicat pel control dels rius interiors exercit des de Buenos Aires, per la qual cosa el president Carlos Antonio López va signar un acord comercial amb el govern correntí; Rosas va considerar que això era un atac a les representacions exteriors que li havien estat conferides. De manera que va rebutjar l'acord, afirmant que l'Argentina mai havia reconegut la independència paraguaiana, que a més mai havia estat declarada formalment. En resposta, el Congrés paraguaià va declarar formalment la independència del país, exigint a continuació a Rosas el seu reconeixement, que aquest va rebutjar. De manera que el Paraguai va transformar el seu acord en una aliança militar contra Rosas.
Rivera va aconseguir evadir el setge i va amenaçar el domini d'Oribe a l'interior de l'Uruguai. Urquiza va passar al seu torn a aquest país i al març de 1845 el va derrotar en la batalla d'Índia Muerta, obligant-lo a refugiar-se a Brasil.
Com no va obtenir el resultat esperat amb el setge de Montevideo, Rosas va reorganitzar l'esquadra portenya i va ordenar el bloqueig naval complet de Montevideo al juliol de 1845; la resposta britànica i francesa va arribar tretze dies després, quan les esquadres d'aquests països van capturar la totalitat de la flota portenya, i van declarar, al seu torn, el bloqueig del Riu de la Plata. Els aliats van prendre l'illa Martín García i van remuntar el riu Uruguai, saquejant els ports entre Gualeguaychú i Salto.
La flota anglofrancesa va decidir remuntar el Paraná, amb la finalitat de dominar els rius i iniciar el comerç directe amb els ports interiors. El 20 de novembre de 1845, una bateria comandada per Lucio Norberto Mansilla li va causar seriosos danys a la batalla de la Vuelta de Obligado. La flota va aconseguir forçar el pas i l'expedició va arribar fins a Corrientes, però no va obtenir beneficis comercials importants, i al seu retorn va ser novament atacada. No es tornaria a repetir l'intent.
Després d'una episòdica ocupació de Santa Fe per Juan Paz López, Urquiza va avançar sobre Corrientes i va vèncer en Laguna Limpia; poc després va arribar a un acord amb els Madariaga. No obstant això, Rosas el va desautoritzar i va rebutjar el tractat, obligant a Urquiza a atacar Corrientes una vegada més. El 27 de novembre de 1847, va derrotar els Madariaga a la batalla de Vences i va nomenar governador a Benjamín Virasoro.
Rosas tenia el control de tot el país, mentre els seus enemics només controlaven Montevideo. Els comerciants britànics van pressionar al seu govern, que va aixecar el bloqueig per mitjà del Tractat Arana-Southern, signat al començament de 1849. A l'any següent, França va signar el Tractat Arana-Lepredour, de manera que el bloqueig va acabar definitivament. Tots dos tractats garantien a l'Argentina el control dels rius interiors.

### Apogeu del rosisme
El règim de Rosas havia aconseguit sobreposar-se a enemics que, en un moment o altre, havien controlat gairebé tot el país, amb excepció de la ciutat de Buenos Aires. La situació econòmica es va fer clarament favorable, i Rosas mantenia el seu prestigi inalterat.
A les províncies, la majoria dels governadors van romandre en els seus càrrecs durant llargs períodes; a més d'Ibarra (que governava Santiago del Estero des 1820), altres governadors van tenir mandats especialment llargs: Benavídez (San Juan), Echagüe (Santa Fe), Gutiérrez (Tucumán), Iturbe (Jujuy), López (Córdoba), Lucero (San Luis), Navarro (Catamarca) i Urquiza (Entre Ríos), van governar les seves províncies durant gairebé tota la dècada del 1840. Els governadors sospitosos de no ser enterament addictes a Rosas, com Vicente Mota (La Rioja) i Segura (Mendoza), van ser expulsats dels seus càrrecs.
Les províncies de l'interior es van beneficiar econòmicament de la pau, que gairebé no va tenir interrupcions. Per la seva banda, les províncies del litoral es van veure beneficiades de les excepcions que va haver de fer Rosas durant el bloqueig anglofrancès, i la seva economia va créixer acceleradament.
Les relacions amb els països veïns es van estabilitzar. El Paraguai es va mantenir neutral després de la primera derrota dels Madariaga i, tot i que Bolívia es va negar a col·laborar per evitar noves invasions contra les províncies del nord argentí, va tractar per tots els mitjans d'evitar conflictes amb aquest país.
Tot i l'aliança amb Xile, les relacions amb el país trasandí van presentar certes dificultats, a causa del asil brindat als emigrats de la zona cuyana, entre els quals es destacava Domingo Faustino Sarmiento. Un altre problema va sorgir a partir de l'expansió territorial xilena cap al sud; el 1843, Xile va prendre possessió de l'Estret de Magallanes, punt estratègic que cobrava importància amb l'increment de la navegació a l'oceà Pacífic. Com el lloc ocupat es trobava a l'est de la serralada andina, el govern de Buenos Aires va presentar reclamacions tardanes el 1847 sostenint els drets argentins sobre aquest tram oriental del pas oceànic, però Xile va rebutjar els termes del document.
Les províncies van designar a Rosas Cap Suprem de la Confederació Argentina. Era un últim formalisme que donava nom al sistema que, durant un llarg temps, va donar unitat i estabilitat al país; però per estar basada en el personalisme, aquesta estabilitat no podia durar indefinidamente. De totes maneres, el poder de Rosas semblava incommovible; el principal (i aparentment únic) problema que li quedava era Montevideo, refugi dels enemics de Rosas.

## La batalla de Caseros: fi del rosisme

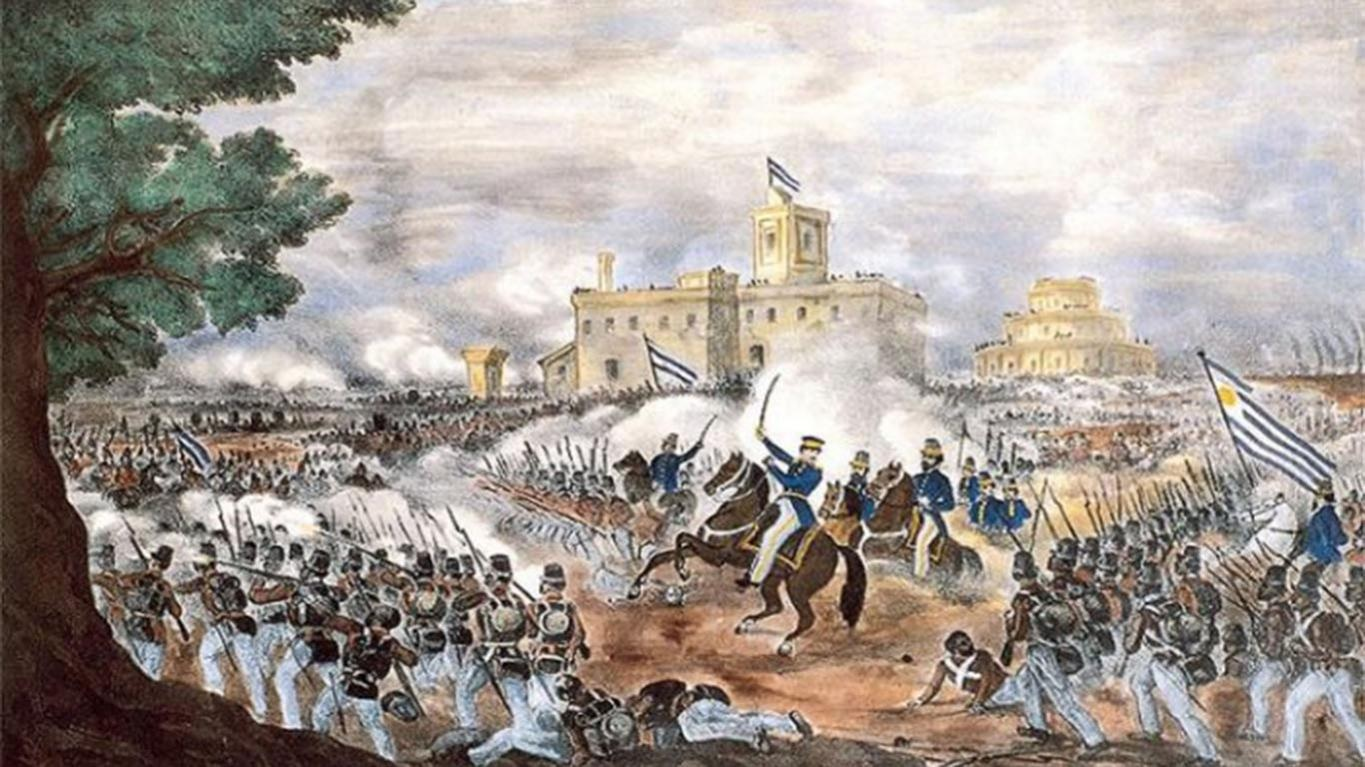
La batalla de Caseros

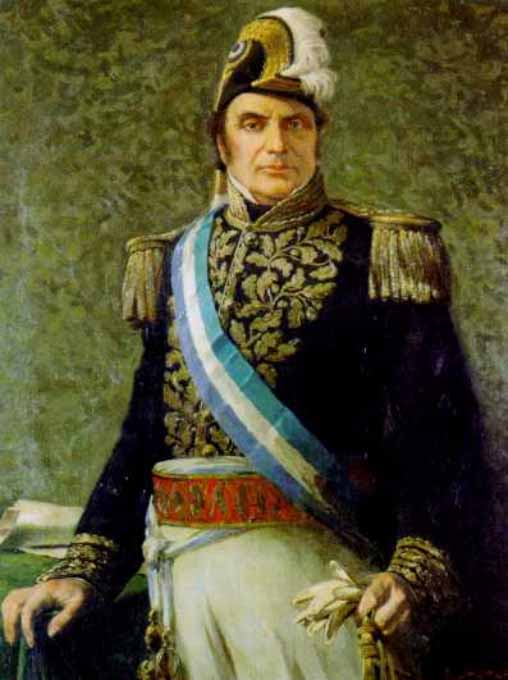
Justo José de Urquiza, primer president de la Confederació Argentina

La caiguda de Montevideo semblava només qüestió de temps. Finalitzat el bloqueig, l'únic aliat que li quedava a la ciutat era Brasil, que fins llavors no havia fet més que refugiar als colorados uruguaians. No obstant això, tot just conegut l'aixecament del bloqueig, tropes brasileres havien iniciat invasions parcials sobre territori uruguaià. Al desembre de 1850, Rosas va trencar relacions amb l'Imperi.
Com abans havien volgut fer les potències europees, el Brasil buscava garantir els seus mercats al Con Sud sostenint un govern propici en l'Uruguai. La diplomàcia imperial es va contactar amb Urquiza, que s'oposava a Rosas per raons econòmiques, a causa del tancament dels rius i la Duana única de Buenos Aires. La manca d'una constitució nacional que obligués a Buenos Aires a seguir una política diferent era un obstacle insalvable, i Rosas feia de la seva oposició a la mateixa un dels eixos centrals del seu discurs.
Rosas va preveure que hauria d'enfrontar-se al Brasil, i va nomenar a Urquiza comandant de la futura campanya contra l'Imperi, enviant-li armes i tropes. Per la seva banda, Urquiza va interpretar que s'estava donant llargues a l'exigència de l'organització constitucional. Després de diverses negociacions amb l'Imperi, el 1r de maig de 1851 es va anunciar el Pronunciament d'Urquiza, en què s'anunciava la pròxima sanció d'una constitució i la retirada a Rosas dels poders delegats per la seva província. El 29 de maig va signar amb el govern de Montevideo, la província de Corrientes i l'Imperi un tractat d'aliança per acabar amb el setge de Montevideo.
Urquiza va envair l'Uruguai amb el suport de la flota brasilera, que va entrar en els rius Paranà i Uruguai; al juliol, Rosas va declarar la guerra al Brasil. Les tropes del setge es van passar a Urquiza, de manera que Oribe va acabar per capitular. Tant els assetjadors com els assetjats van ser incorporats a les forces d'Urquiza.
Al novembre, els aliats van signar un segon tractat, en el qual es comprometien a fer caure Rosas. Brasil va aportar una enorme suma per a la campanya, part com a subsidi i part en qualitat de préstec. Els governs de l'interior van llançar tota mena d'invectives i amenaces contra Urquiza, però no van enviar cap ajuda a Rosas.
L'Exèrcit Gran, al comandament d'Urquiza, amb un total de 30.000 homes, va envair la província de Santa Fe, on Echagüe va ser enderrocat. Rosas comptava amb un nombre similar d'armament i tropes, però l'entusiasme d'aquestes (i fins i tot de molts dels seus oficials) havia desaparegut. El mateix governador va assumir el comandament de les seves forces, però va esperar passivament a les rodalies de Buenos Aires.
El 3 de febrer de 1852, a la batalla de Caseros, l'Exèrcit Gran es va imposar sense dificultat. Rosas va abandonar el camp de batalla i es va dirigir a la ciutat, on va redactar la seva renúncia. Refugiat a la legació britànica, dies després va partir cap a Anglaterra, on va residir fins a la seva mort, el 1877.
La notícia de Caseros va sacsejar a les províncies, i en les setmanes següents la meitat dels seus governadors van ser reemplaçats per federals moderats; la resta es va afanyar a entrar en contactes amistosos amb Urquiza.
Hi havia finalitzat l'etapa rosista i s'iniciava la de l'Organització Nacional; l'any següent es sancionaria la Constitució Nacional, i en 1854 Urquiza assumiria com a primer president constitucional del país.

## Balanç del període
Més enllà de les diferències evidents (i en alguns casos més aparents que reals) entre els estils de Rivadavia i Rosas, el període comprès entre 1820 i 1852 té una sèrie de característiques en comú.
En el polític, tots els governs van buscar algun tipus d'institucionalització del país, tot i que s'hagi passat de projectes constitucionals al projecte informal del rosisme. Durant el període es va abandonar la identificació del «poble» com un tot uniforme, o si més no uniformable, per a dur endavant projectes basats en la negociació entre províncies sobiranes. Els successius èxits parcials de cada projecte polític van portar (a curt o mitjà termini) a reaccions en contra, que els van fer fracassar. Així, el projecte constitucionalista de Bustos va ser derrotat per l'estratègia de Rivadavia; el projecte constitucional unitari d'aquest va ser vençut per la resistència de les províncies federals; el projecte polític (molt mal estudiat, d'altra banda) de Paz i la Lliga de l'Interior va haver de cedir terreny al triomf del Pacte Federal; els projectes alternatius assajats en les dècades del 1830 i del 1840 van ser successivament vençuts pel rosisme; i aquest, al seu torn, va acabar vençut pel projecte de l'aliança liberal-provincialista liderat per Urquiza.
En l'econòmic, el període va marcar la formació del model agroexportador que s'havia insinuat durant la dècada inicial de la independència. L'obertura comercial no va ser contestada tan sols per la Llei de Duanes de Rosas, que a penes va intentar regular algunes de les importacions, sense qüestionar en absolut la base agroexportadora. El litoral va experimentar un molt ràpid creixement, amb alts i baixos causats per la situació política, el clima i els mercats, mentre l'interior buscava alguna forma d'adaptar a la nova situació i acabava per convertir-se en mer proveïdor del litoral, sense proveir mercaderies exportables.
Els materials estadístics què disposen els historiadors per estudiar l'evolució demogràfica del període són molt escassos; en comparació amb els períodes següents, sembla evident que el creixement demogràfic va ser més aviat modest. Les úniques zones amb un creixement especialment alt van ser l'interior de la província de Buenos Aires i la província d'Entre Ríos, on s'estima que la població va créixer al voltant del 140% entre 1820 i 1852. La província de Buenos Aires va passar d'uns 125.000 a 320.000 habitants; Córdoba de 85.000 a potser 130.000; Salta de 60.000 a 70.000; Santiago del Estero de 50.000 a 60.000; Tucumán de 40.000 a 55.000; Corrientes de 40.000 a 60.000; Mendoza de 40.000 a 55.000; Catamarca de 35.000 a 50.000; Entre Ríos de 30.000 a 70.000; San Juan de 25.000 40.000; San Luis de 25.000 a 30.000; La Rioja de 20.000 a 25.000; i Santa Fe, de 15.000 a 30.000. Tot i la manca de dades precises, sembla haver existit un fort corrent de migracions internes des de l'interior cap al litoral fluvial, que a més hauria rebut un corrent immigratori important (molt difícil de mesurar) des d'Europa, especialment des d'Espanya i Itàlia. I, a partir de la gran fam, també des d'Irlanda.
En l'eclesiàstic, tot el període va estar marcat per l'intent dels governs portenys de controlar a l'Església Catòlica com a institució, postura replicada a les províncies, que al seu torn intentaven no dependre excessivament de Buenos Aires. També es van instal·lar els primers immigrants de religió protestant, que van gaudir de la més àmplia llibertat religiosa.
En el cultural, el període presenta algunes discontinuïtats notables; el cercle rivadavià va pretendre modernitzar i europeïtzar la cultura i l'educació i trencar amb el model colonial, mentre els dirigents federals van intentar desenvolupar una cultura nacional pròpia, sense fer particular èmfasi en la continuïtat o discontinuïtat amb la situació prèvia.
El període 1820-1852, i especialment l'època de Rosas, han estat considerats per la historiografia com un període política i culturalment estèril. Per la seva banda, els historiadors revisionistes solen considerar que va ser un període en què es va dur a terme un intent d'organització social i política autònoma, que es frustraria en el període següent, el de l'Organització Nacional.